# Winesburg-en-Ohio
Vous lisez un « article de qualité » labellisé en 2017.
Winesburg-en-Ohio (titre original en anglais : Winesburg, Ohio: A Group of Tales of Ohio Small-Town Life) est un recueil de nouvelles publié en 1919 par l'écrivain américain Sherwood Anderson (1876-1941). L'œuvre est centrée sur le protagoniste, George Willard, que le lecteur suit de son enfance à sa jeune maturité, alors qu'il est prêt à quitter Winesburg pour Cleveland.
Winesburg est un lieu imaginaire — sans rapport avec la ville du même nom, elle aussi située dans l'Ohio — mais en partie fondé sur les souvenirs d'enfance qu'Anderson a gardés de Clyde (Ohio). Écrits principalement de la fin de 1915 au début de 1916, les récits, dont certains ont été terminés peu avant leur publication, sont complémentaires à la fois les uns des autres et solidaires d'un tout, tous concernant la même communauté.
Le recueil comprend vingt-deux nouvelles, la première, Le Livre du grotesque (The Book of the Grotesque), servant d'introduction. Presque toutes se focalisent sur un personnage dont la vie n'est qu'une longue lutte pour échapper à sa solitude et à l'isolement qui pèse sur la ville. Winesburg-en-Ohio se préoccupe plus des arcanes psychologiques que de l'intrigue — quasi inexistante — et est écrit en une prose neutre, proche du parler de tous les jours. À ce titre, il est représentatif du courant expressionniste de la littérature américaine.
Malgré quelques réserves quant à sa moralité et un mode de narration non conventionnel, le recueil reçoit l'éloge de la critique dès sa parution. Sa réputation décline au cours des années 1930, mais il est ensuite réévalué au point d'être aujourd'hui considéré comme l'un des portraits les plus convaincants jamais présentés d'une bourgade au cœur des États-Unis à l'ère pré-industrielle.
Le recueil figure à la 24e place dans la liste des cent meilleurs romans de langue anglaise du XXe siècle établie par la Modern Library en 1998.

## Genre

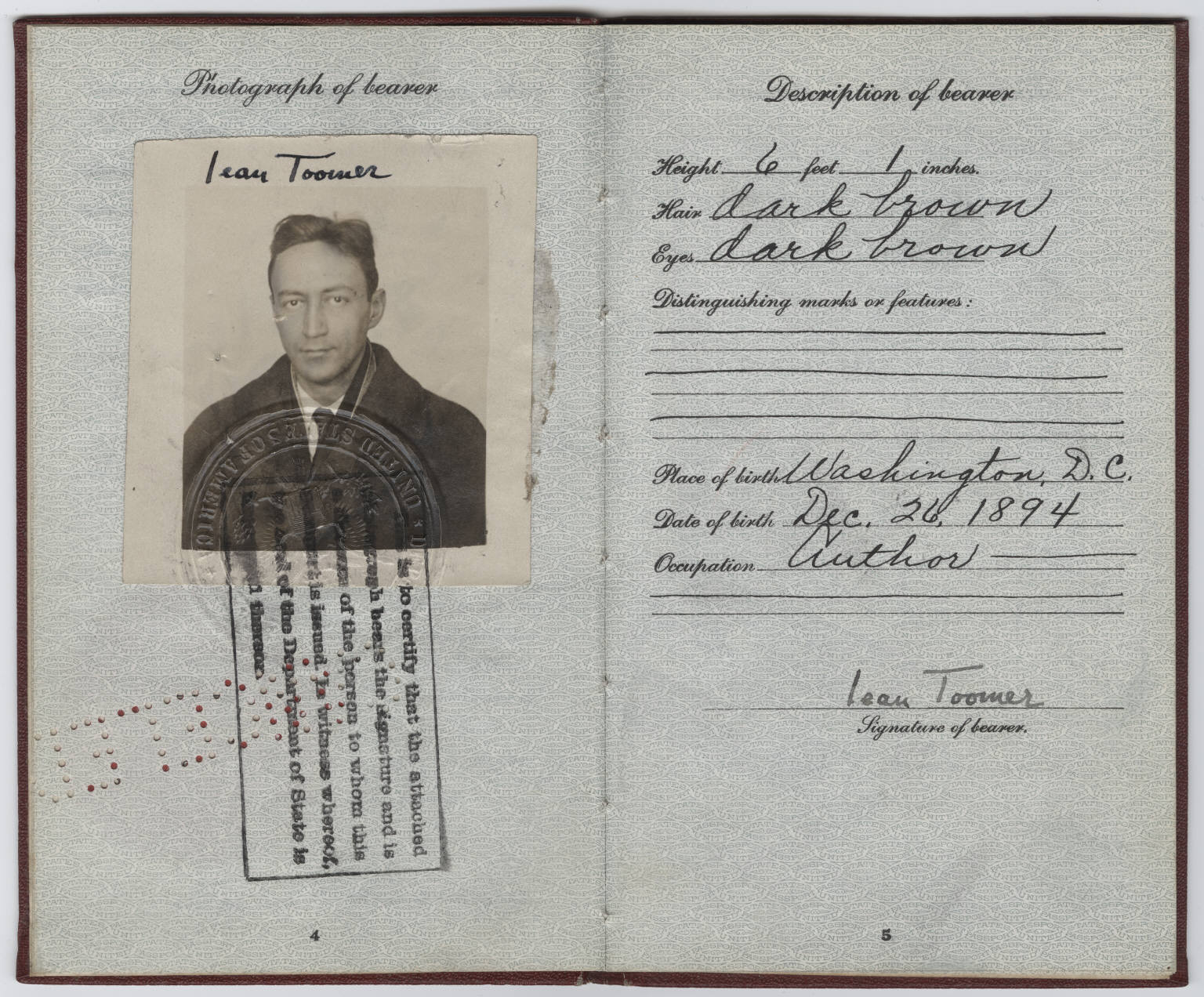
Passeport de Jean Toomer délivré par le gouvernement des États-Unis en 1926.
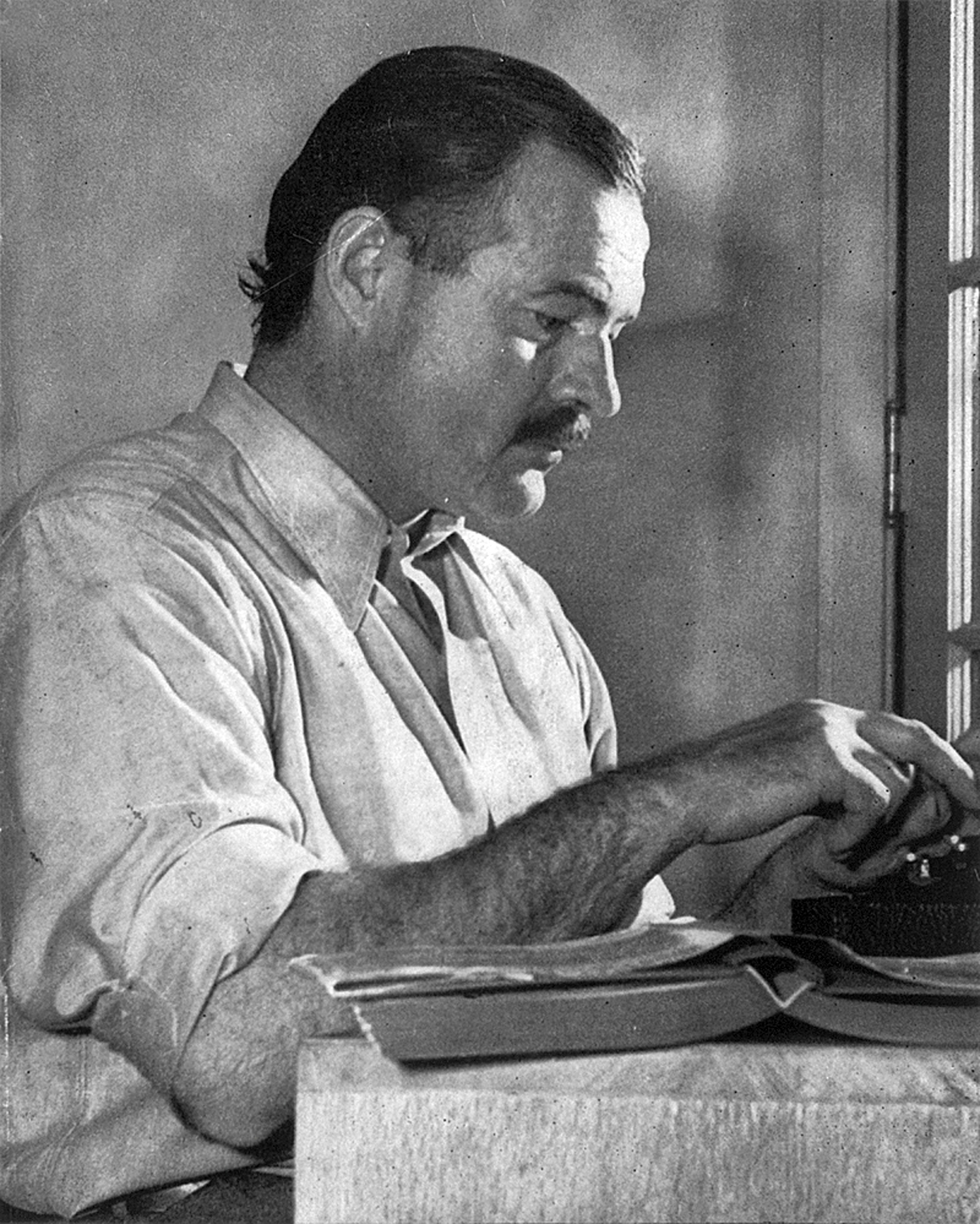
Ernest Hemingway en 1939.
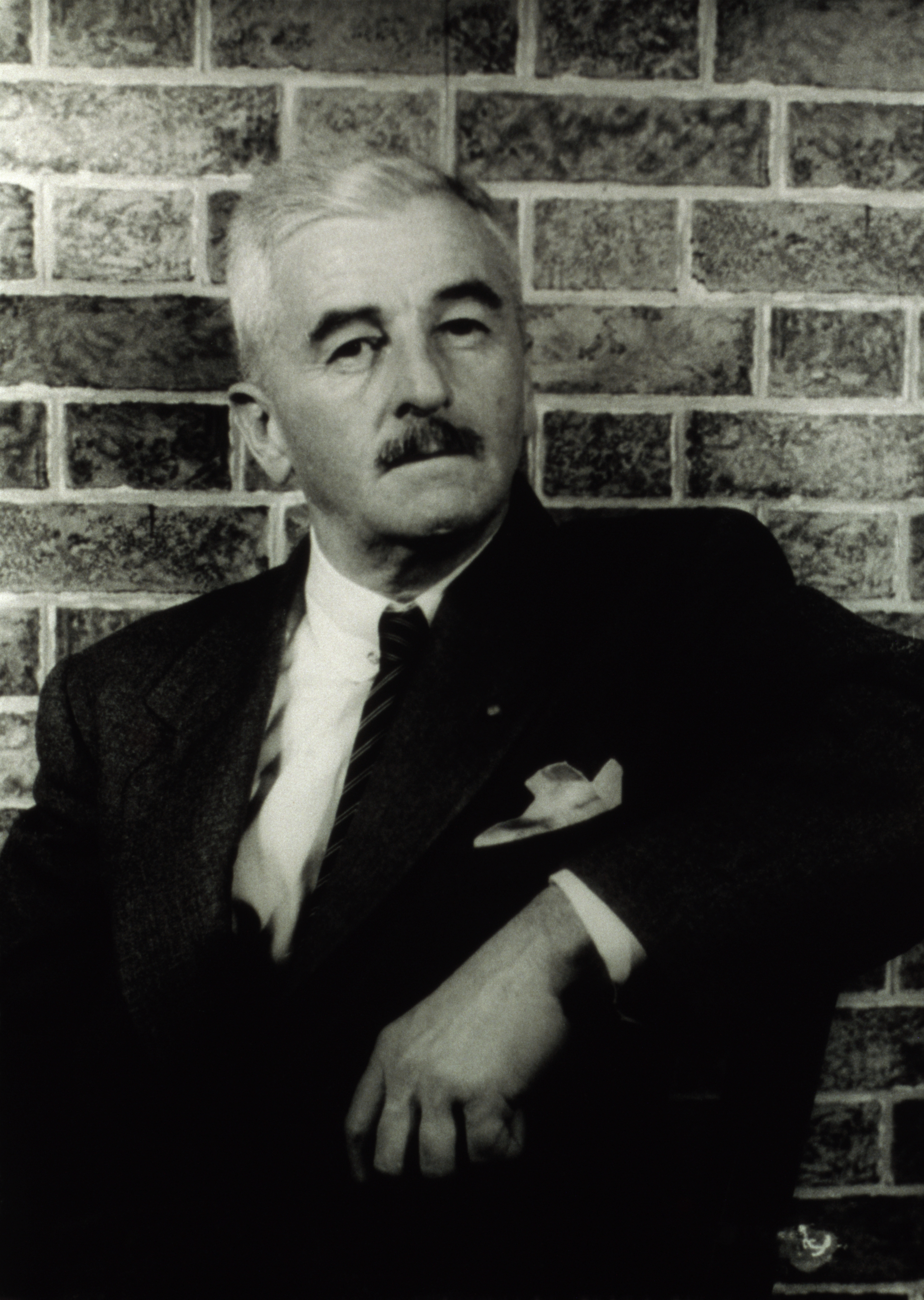
William Faulkner photographié en 1954 par Carl Van Vechten.
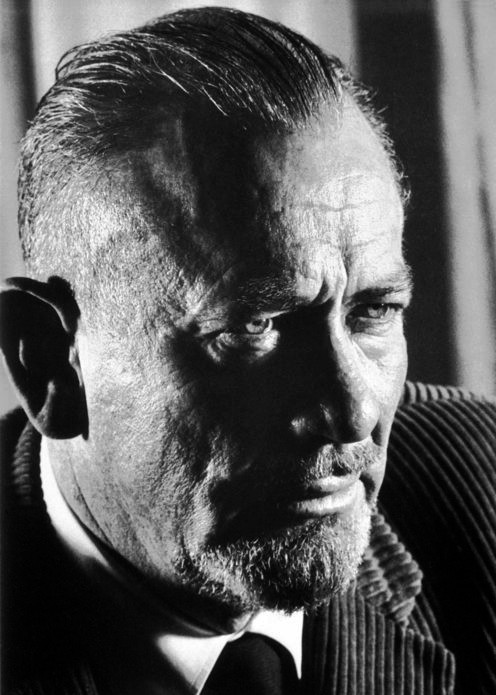
John Steinbeck en 1962.

Dépourvu d'intrigue à proprement parler, Winesburg-en-Ohio ne correspond guère aux normes d'un roman traditionnel. Il se situe « […] à mi-chemin entre le roman et un simple recueil d'histoires ». Bien que certaines nouvelles aient d'abord été publiées dans différentes revues, la structure en miroir de l'ensemble, son cadre commun, le retour des mêmes personnages, la tonalité et le symbolisme partagés confèrent à l'ensemble une solide unité (singleness of purpose). D'après Ingram, ce mode de présentation correspond au genre du « cycle de nouvelles » (Cycle of Short Stories).
Promu par Anderson lui-même auprès d'écrivains plus jeunes que lui, le livre apparaît aujourd'hui comme l'un des premiers exemples de la nouvelle moderne dans l'histoire des lettres américaines. Qu'il ait pu être comparé avec Cane (1923) de Jean Toomer, In Our Time (1925) d'Ernest Hemingway, Descends, Moïse (Go Down, Moses) (1942) de William Faulkner et plusieurs recueils de John Steinbeck, suffit à suggérer qu'il est le fruit d'intenses recherches formelles et innovantes.
George Willard est à la fois le point d'ancrage vers lequel convergent presque toutes les histoires et l'objet d'une chronique de sa propre évolution en tant que jeune homme et futur écrivain : l'accent mis sur ce personnage apparente le recueil, selon certains critiques, au mode d'écriture dit de l'American boy, et de ce fait, aux genres du Bildungsroman (Roman d'apprentissage) et du Künstlerroman (Roman d'artiste).

## Décor

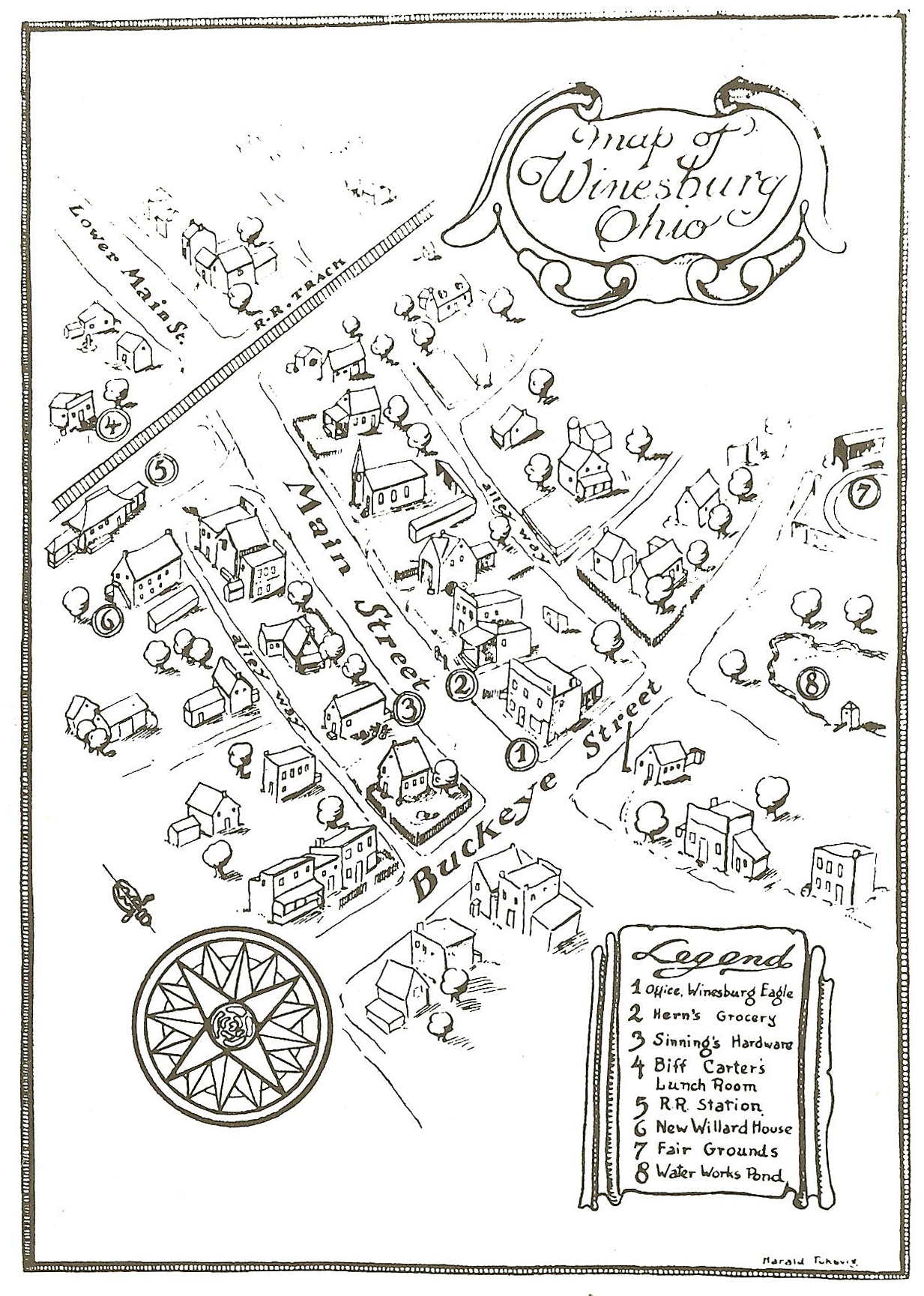
Winesburg-en-Ohio, 1re édition, par Harold Toksvig.

La bourgade se présente en forme de « H », Main Street formant la barre horizontale, la voie ferrée la barre verticale gauche et Buckeye Street celle de droite. Le bureau du journal local se situe à l'intersection des deux rues principales. Juste à côté, se trouvent l'épicerie de Hern et en face, la quincaillerie Sinning. À l'arrière, court une ruelle conduisant à la voie ferrée avec sa gare. Derrière cette dernière, se dresse le seul lieu d'hébergement du bourg, la pension de famille New Willard House ; juste en face de la gare, au-delà des voies, le restaurant de Biff Carter. À partir de Buckeye Street, on distingue le champ de foire (fairground), collé en haut à droite du « H » schématisant la ville et, juste en dessous, le bassin de rétention d'eau (Waterworks Pond).

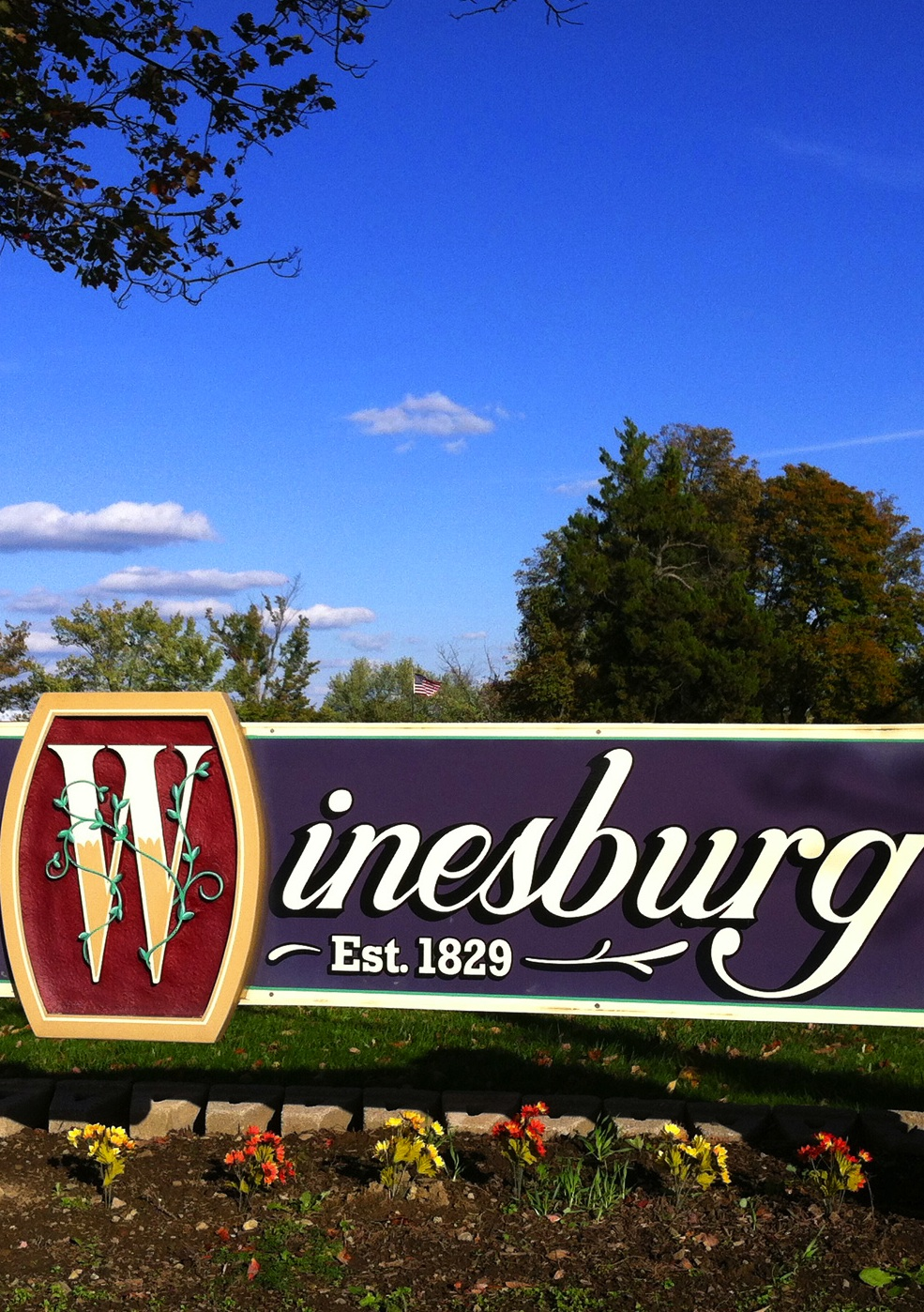
Panneau d'entrée de la vraie ville de Winesburg, Ohio.

Cette ville fictive — différente de Winesburg, située dans le même État, mais fondée en 1829 — est en grande partie modelée sur le souvenir que Sherwood Anderson a gardé de Clyde, ville en Ohio où il a vécu de huit à dix-neuf ans,. Plusieurs des personnages du recueil évoquent en effet, de par leur nom et leur idiosyncrasies, des citadins connus de l'auteur durant son adolescence : par exemple, Enoch Robinson rappelle à bien des égards le propre frère de Sherwood, Earl Anderson. De plus, certains détails topographiques de la partie urbaine comme de la campagne alentour semblent typiques de Clyde.

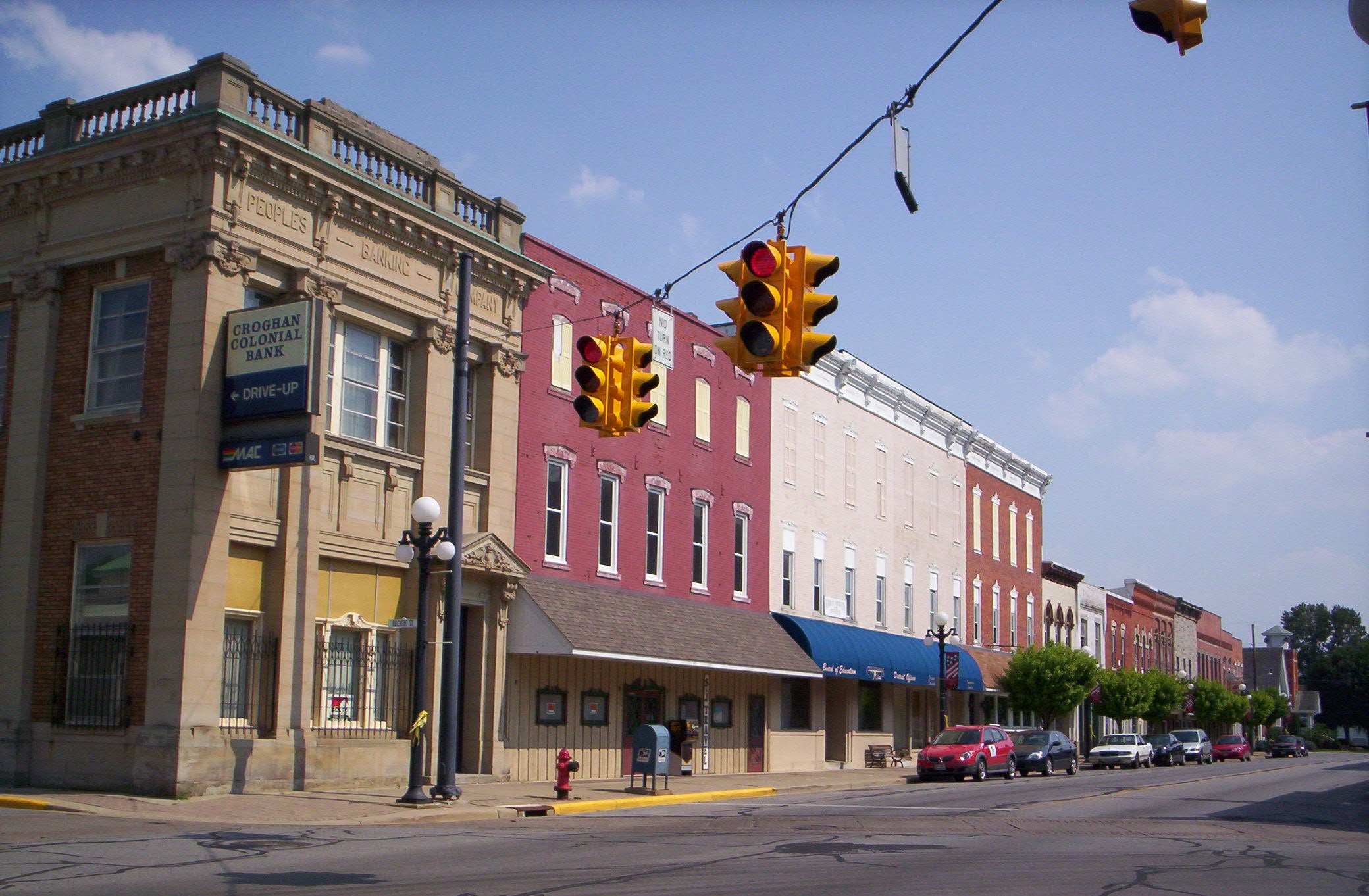
Rue principale de Clyde, en Ohio.

Dans la mesure où le nom de la ville leur servant de décor n'émane pas des récits eux-mêmes, son choix reste un mystère. Cependant, Anderson s'est déjà servi de Winesburg dans Talbot Whittingham, roman inachevé auquel il a travaillé par à-coups avant d'entreprendre son cycle de nouvelles.
L'hypothèse d'un lien entre Clyde et le Winesburg de la fiction se trouve renforcée par la description que fait Anderson, dans son discours au Olivet College du 20 janvier 1939, Conception du réalisme par un écrivain (A Writer's Conception of Realism) du choc ressenti « en entendant dire que l'un de [s]es livres, Winesburg, Ohio, [était] la copie conforme de la vie d'un village de l'Ohio ». Mais il ajoute aussi « avoir été inspiré, pour presque tous [s]es personnages, par [s]es colocataires d'une grande et spacieuse pension de famille », auxquels se joignent des voisins résidant dans le quartier nord de Chicago, bref, tous ceux qu'ils appellent « [l]es Petits enfants des arts » (The Little Children of the Arts). Aussi la vérité se situe-t-elle vraisemblablement à mi-chemin entre le Clyde de ses jeunes années et la pension de famille plus tard évoquée, sa mémoire ne livrant plus que des souvenirs hybrides.

## Sources littéraires

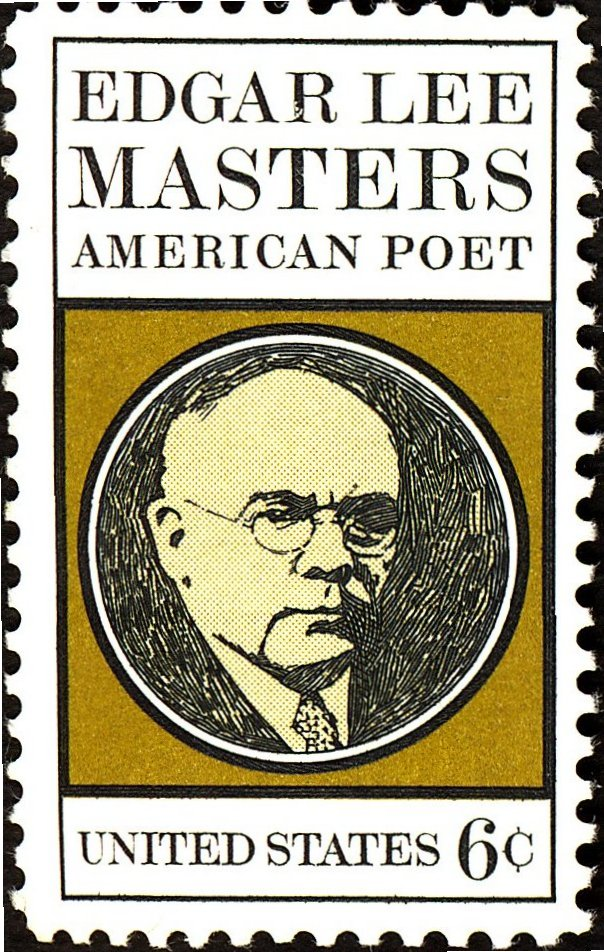
Timbre à l'effigie de Edgar Lee Masters.

Sherwood Anderson a toujours été ambigu à propos des idées ayant influencé la conception et la rédaction de Winesburg-en-Ohio, écrit lors de ce qu'il a appelé lui-même « un moment incandescent » (an incandescent moment). La plupart des critiques s'accordent pour y déceler une affinité avec Anthologie de la rivière Spoon (Spoon River Anthology) d'Edgar Lee Masters, paru en avril 1915, et que Sherwood Anderson déclare avoir dévoré en une nuit,. L'éditeur B. W. Huebsch, arguant du fait que les récits de Winesburg avaient été publiés dans diverses revues avant que ne sorte Spoon River Anthology, avait alors démenti une quelconque ressemblance. Pourtant, le décor, la structure et l'atmosphère ne semblent guère différer d'un livre à l'autre, au point qu'un critique va jusqu'à affirmer que Winesburg-en-Ohio n'est que Spoon River Anthology en prose.

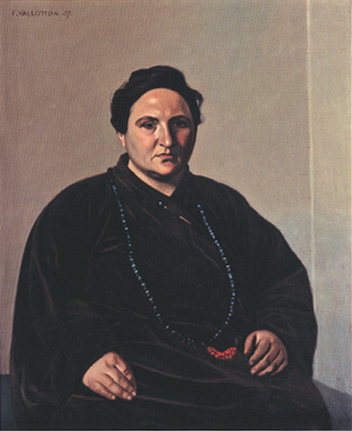
Gertrude Stein en 1907, portrait par Félix Vallotton (1865–1925).

Gertrude Stein, à qui l'œuvre de Sherwood Anderson est présentée par son frère ou le photographe Alfred Stieglitz entre 1912 et 1915 a, elle aussi, joué un rôle significatif dans ce mode de narration original. Si Anderson s'emploie d'abord à la satiriser, il apprivoise bientôt son style en découvrant Trois vies (Three Lives, 1909) et Tendres Boutons (Tender Buttons, 1914).
La correspondance échangée entre les deux écrivains après la publication de Winesburg-en-Ohio révèle que les variations sur la répétition, figure de style spécifique du style de Gertrude Stein, trouve un écho chez Anderson, et que tous deux s'accordent à privilégier la phrase comme unité de base de la prose. Irving Howe tire les conclusions de cette connivence stylistique : « [Gertrude] Stein s'est révélée comme l'influence idéale pour Anderson : elle ne l'a pas plié à son style, elle l'a libéré du sien ».
D'autres écrivains se voient parfois cités comme autant de sources possibles pour certains aspects de l'ouvrage, par exemple l'américain Dreiser et les Russes Tchekhov, Dostoïevski et Tolstoï. Le premier a été récusé pour « incompatibilité de style », le dernier parce qu'Anderson ne l'avait pas lu à l'époque. En revanche, il a manifesté son admiration pour Tourgueniev, notamment pour ses Mémoires d'un chasseur (1847) ; mais une fois encore, rien n'indique qu'ils aient été connus de lui avant Winesburg-en-Ohio.
Enfin, il a parfois été avancé, à propos de ce livre, que l'accent régional du Midwest y rappelait l'écriture de Mark Twain, en particulier dans Les Aventures de Huckleberry Finn et La Vie sur le Mississippi. Pourtant, si Anderson a lu et vénéré Twain, établir un rapport entre leurs œuvres paraît exagéré et semble émaner des efforts déployés par certains spécialistes pour replacer Winesburg-en-Ohio dans le sillon canonique de la littérature américaine, plutôt que de la réalité du texte.

## Composition et publication

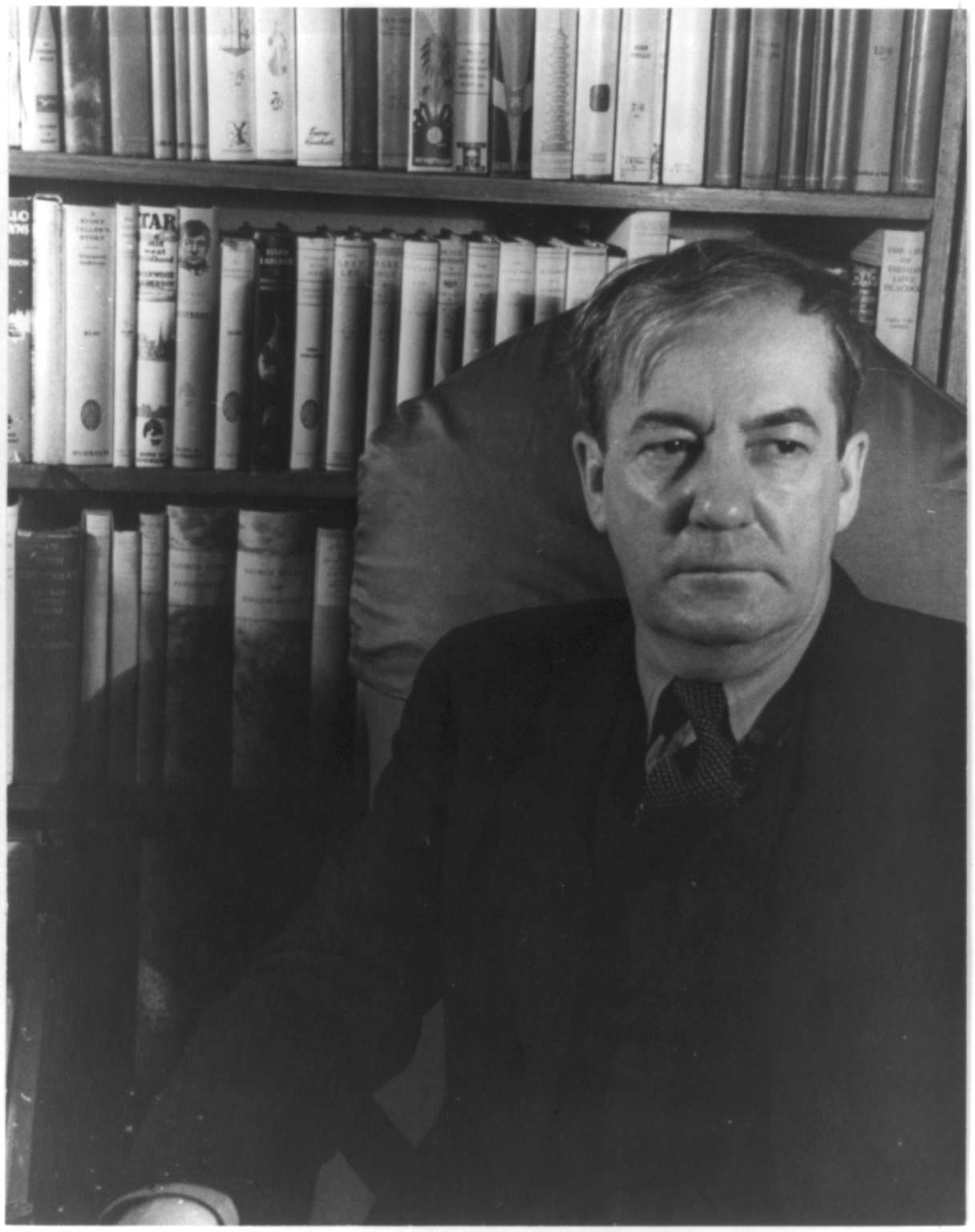
Sherwood Anderson (1933).

Selon les carnets de Sherwood Anderson, la première histoire du futur Winesburg-en-Ohio, Le Livre du Grotesque, a été écrite sous l'impulsion du moment, au milieu de la nuit, sans doute lors d'un séjour au troisième étage d'une pension de famille sise au 735 de Cass Street à Chicago : « c'était une nuit de fin d'automne et il pleuvait… j'étais là, nu dans le lit et, soudain, je me précipitai à la machine à écrire et me mis à taper. C'est ainsi, dans ces circonstances, assis près d'une fenêtre ouverte, la pluie s'engouffrant parfois et me mouillant le dos que j'avais nu, que j'ai couché les premiers mots sur le papier […] ; j'ai écrit ces pages, comme toutes les autres, en une seule séance […] Et il en fut ainsi pour toutes les autres, sorties de moi pendant mes soirées, parfois au cours de la journée lorsque je travaillais à l'agence de publicité ».
Anderson reste délibérément imprécis sur les sujets relatifs à son travail d'écrivain. D'après l'étude des manuscrits, il est probable que la plupart des histoires ont été composées en un laps de temps relativement court, à la fin de 1915 et au début de 1916 ; elle révèle aussi qu'il est inexact de prétendre que les versions finales, publiées en 1919, n'ont subi aucune modification par rapport aux textes composés quatre ans plus tôt. Ainsi, dans son article « Comment Sherwood Anderson a écrit Winesburg-en-Ohio », Phillips montre que si aucun changement structurel ne peut être détecté, le manuscrit de Les Mains (Hands), par exemple, contient « près de deux cents cas de suppression ou d'ajout de mots et de phrases ». En outre, des versions légèrement différentes de dix récits ont été publiées par trois revues littéraires entre 1916 et 1918, comme suit :
| Titre de l'histoire                                                          | Revue             | Date de publication |
| ---------------------------------------------------------------------------- | ----------------- | ------------------- |
| Le Livre du grotesque (The Book of the Grotesque)                            | Masses            | février 1916        |
| Les Mains (Hands)                                                            | Masses            | mars 1916           |
| Le Philosophe (The Philosopher) en réalité Boulettes de papier (Paper Pills) | The Little Review | juin-juillet 1916   |
| La Force de Dieu (The Strength of God)                                       | Masses            | août 1916           |
| « Bizarre » ("Queer")                                                        | The Seven Arts    | décembre 1916       |
| Mensonge par omission (The Untold Lie)                                       | The Seven Arts    | janvier 1917        |
| Une mère (Mother)                                                            | The Seven Arts    | mars 1917           |
| Le Penseur (The Thinker)                                                     | The Seven Arts    | septembre 1917      |
| L'Homme qui avait des idées (The Man of Ideas)                               | The Little Review | juin 1918           |
| Le Réveil (An Awakening)                                                     | The Little Review | décembre 1918,      |

Quoi qu'il en soit, à leur parution, les histoires connaissent une certaine notoriété dans les cercles littéraires. Mais leur publication en volume n'a pas été aisée. John Lane, éditeur des deux premiers romans d'Anderson, refuse Winesburg-en-Ohio, « trop sombre » (too gloomy) à son goût. Et c'est seulement après l'intercession de Francis Hackett, lui-même éditeur, auprès de son confrère Ben Huebsch, propriétaire et rédacteur-en-chef d'une petite maison spécialisée de New York, qu'elles se voient enfin réunies.
Il y a plus de cent personnages dans Winesburg-en-Ohio. Quatre-vingt-onze d'entre eux n'apparaissent qu'une seule fois, mais les plus importants reviennent de manière récurrente : George Willard toutes les six histoires, trente-trois autres à cinq ou six reprises. Pourtant, seuls dix constituent à eux seuls le sujet d'une nouvelle ; certains se représentent au fil des sections, d'autres figurent dans diverses anecdotes datant d'un passé lointain. Si la majeure partie du livre, en effet, concerne l'adolescence de George Willard, quelques épisodes remontent à plusieurs générations, vingt ans ou plus, par exemple dans Piété (Godliness) ou Les Mains (Hands).
En revanche, La Force de Dieu et La Maîtresse d'école atteignent leur point culminant simultanément, alors que se déchaîne une violente tempête de neige par un soir de janvier. À ce propos, Malcolm Cowley note dans son introduction à l'édition Viking que « l'instinct commandait que tout [— c'est-à-dire les crises par lesquelles passent simultanément le révérend Curtis Hartman, la maîtresse d'école Kate Swift et le reporter George Willard —] fût présenté à la fois, comme dans un rêve ».

## Personnages et nouvelles
Les récits concernent le bourg de Winesburg, 1 800 habitants, situé non loin de Cleveland. En apparence, c'est un endroit plaisant, avec des champs de fraises et de blé alentour, de petits bois pour les jeunes amours, une rivière, la Wine, qui lui a donné son nom ; le lecteur rencontre en chemin des gens de tous les jours, assurant leur fonction avec célérité, Hop Higgins, le veilleur de nuit, Biff Carter qui tient le restaurant ; comme dans toutes les petites villes, Winesburg « a sa gare, sa grand’Rue (Main Street), la rue Buckeye, son journal, le Winesburg Eagle, sa pension de famille (Willard), le cabaret d’Ed Griffith, la mercerie Winney, ses cafés, son conseil d’éducation, sa banque (White), son cimetière, son étang des Citernes, la barrière (ancien octroi) de Trunion (Trunion Pike) » .

### Le Livre du grotesque(The Book of the Grotesque)
Cependant, alors que fuse souvent le rire, « il n'est pas joyeux ; il est souvent qualifié de bizarre ». Un début d'explication est donné dans la première nouvelle, Le Livre du grotesque (The Book of the Grotesque), qui sert de prologue. Le personnage central n'en est pas nommé et ne revient plus dans le cycle, sa principale fonction consistant à révéler sous une forme de parabole la nature du « grotesque » qu'il a identifié.
Il s'agit d'un écrivain à moustache blanche qui se hisse dans son lit avec difficulté. Il est parvenu à la fin de sa vie, a rencontré bien des gens, dans toutes sortes de situations, et il comprend les choses qu'il considère avec recul ; d'ailleurs, symboliquement, il demande que l'on rehausse son lit, comme pour contempler la vie de plus haut, à tout le moins face à la fenêtre. Son cœur bat la chamade lorsqu'il fume trop, mais il est resté jeune, toujours amical et ouvert à autrui ; ses pensées aussi ont gardé leur fraîcheur : elles concernent les personnes dont il a croisé le chemin, aujourd'hui de vagues silhouettes formant un cortège d'ombres dans son esprit, des « grotesques » : « [c]'étaient les vérités, écrit-il, qui les rendaient grotesques ».
Ce qui importe n'est pas ce que ces vérités sont, mais le fait que les gens sont venus et s'en sont emparés ; chacun s'est saisi de celle qui semblait lui convenir, et une fois en avoir pris possession, a refusé de la partager, s'est même laissé obnubiler par elle, au point qu'elle a colonisé le champ entier de sa conscience et l'a muré dans la prison de son « moi », un moi désormais déformé et malade, en proie à la « solitude essentielle » de l'être, la pire qui soit.
Aussi le vieil homme n'a-t-il de cesse d'écrire des centaines de pages sur ce sujet capital, tant et si bien que son ardeur prend un caractère obsessionnel et que peu à peu, il est lui-même devenu un « grotesque ». Son livre reste confidentiel, car il ne se résout jamais à le publier.

### Galerie des principaux personnages
George Willard est le jeune reporter de L'Aigle de Winesburg (Winesburg Eagle), le journal de la ville. Comme le livre a une structure concentrique, il sert de moyeu à la roue des personnages tournant autour de lui.
Parmi eux figure Wing Biddlebaum, ancien instituteur naguère accusé, sous un autre nom, d'avoir abusé d'un de ses élèves dans une autre ville.
Le vieux docteur Reefy, dont la patientelle est sur le déclin, a épousé une jeune fille décédée peu après ; il ne s'est jamais remis de ce deuil, mais un moment de mutuelle communion le rapproche fugitivement d'Elizabeth Willard, mère de George, alors qu'elle est sur son lit de mort.
Celle-ci a vécu dans une pension de famille délabrée où elle est tombée malade et est progressivement devenue invalide. Son époux, Tom Willard, père de George, est un homme aigri qui a eu des ambitions politiques, mais a toujours rendu Elizabeth responsable de leur échec.
Le docteur Parcival est l'un des autres médecins de la ville. Lui aussi aime à bavarder avec George Willard ; c'est un être étrange qui insinue avoir un « passé criminel » et dont la paranoïa voit en chacun le Christ ressuscité.
Louise Trunnion, quant à elle, joue un rôle essentiel, quoique ponctuel, dans l'éducation sentimentale de George, puisque c'est elle qui, sans façon, le déniaise après une courte promenade dans les environs.
Jesse Bentley est le patriarche d'une petite saga intercalée dans la trame du livre. C'est un riche fermier particulièrement dévot, que la violence de l'Ancien Testament incite à terroriser sa famille, en particulier sa fille Louise Bentley, qui a fui son domicile et s'est installée chez les Hardy dont elle a épousé le fils : cette union n'ayant point tenu ses promesses, Louise vit aigrie dans la frustration et la solitude.
Reste le petit-fils, David Hardy, fils de Louise, qui a fait le chemin inverse de celui de sa mère, puisqu'il a quitté le foyer de ses parents pour se réfugier dans le vaste domaine de son grand-père où, ne serait-ce le zèle biblique du vieil homme, il a des parfums de paradis. Un jour de crise, cependant, David s'enfuit à toutes jambes pour ne jamais revenir.
Joe Welling, agent de la Standard Oil, est possédé par d'étranges idées, en général des lapalissades, dont il parle sans fin : il est décrit comme « volcanique », et son calme apparent risque d'un moment à l'autre d'exploser, au point que les habitants ne savent pas très bien à quoi s'en tenir avec lui.
Alice Hindman intrigue elle aussi par sa conduite. À environ trente ans, elle sent sa jeunesse la quitter. Dix ans auparavant, elle s'est éprise d'un homme qui est parti tenter sa chance ailleurs et a promis d'écrire régulièrement. Après quelques mois, les nouvelles se sont arrêtées, mais elle lui reste fidèle. Pourtant, d'étranges pulsions la convulsent de désir, et un soir, par une pluie battante, elle transgresse toutes les lois du vieil ordre moral.
Autre personnage étrange, Wash Williams, technicien chargé du télégraphe de la ville : gros et sale, il déteste le monde entier et, plus que tout, les femmes, qu'il qualifie de « chiennes » (bitches) : au seul George Willard il parvient à se confier et à révéler le cheminement de son malheur.
Seth Richmond, quant à lui, doit être mis en parallèle avec George Willard : comme lui c'est un jeune homme sensible et réfléchi ; comme lui il semble avoir des ambitions ; comme lui il a un faible pour la fille du banquier. Il existe une faille cependant, dont personne, sinon l'auteur et peut-être lui-même, n'a conscience.
Tandy Hard est un cas à part, sans grand lien avec la communauté de Winesburg : à sept ans, le sort d'une rencontre a voulu que cette enfant devienne l'involontaire héroïne d'une nouvelle sans histoire dont elle n'est même pas le protagoniste.
Le révérend Curtis Hartman, pasteur presbytérien, résiste de plus en plus difficilement à la tentation de la chair depuis qu'il a aperçu un soir du haut de son clocher les épaules dénudées de Kate Swift, la maîtresse d'école ; la crise se dénoue par une nuit neigeuse propice aux révélations.
C'est au cours de cette même tempête que Kate Swift, persuadée que George Willard possède un réel talent littéraire, décide soudain de le rappeler aux devoirs de son ambition. Elle se hâte vers son bureau, alors qu'il est en proie à des désirs plus mondains, mais son message s'arrête au bord de ses lèvres lorsque le jeune journaliste l'embrasse ; ce baiser la trouble au point qu'elle retourne précipitamment à la nuit, éperdue et submergée.
Enoch Robinson est parti de Winesburg pour s'aventurer à New York, où la solitude a quelque peu dérangé son esprit et peuple son appartement d'une multitude d'êtres imaginaires. En revanche, Belle Carpenter, fille du libraire, affiche une belle santé : elle se promène avec George Willard et l'embrasse sans façon, non point qu'elle cherche à le séduire, mais plutôt à susciter la jalousie du barman Handby qu'elle convoite.
Elmer Cowley, fils du propriétaire d'une importante mercerie, se sent étranger à Winesburg ; il s'imagine être la risée de tous, ce qui le conduit à des crises de type hystérique : par deux fois, il s'en prend à George Willard, qu'intrigue cette surprenante personnalité.
Ray Person et Hal Winters, ouvriers agricoles dans les champs de blé alentour, sont inséparables et, pour ainsi dire, ne se parlent jamais. Le premier a environ cinquante ans, est marié et jouit d'une bonne réputation ; son compagnon en revanche, jeune colosse taciturne, passe à tort ou à raison pour un « mauvais » garçon (bad), peut-être parce qu'il en vient volontiers aux poings et traite les femmes sans ménagement. Un soir cependant, les deux hommes vivent un moment de complicité unique dans les annales de la petite ville.
Restent Tom Foster (Ivresse) et Helen White. Tom est un gentil garçon qui décide de quitter Winesburg pour Cincinnati ; pour fêter l'occasion, il se laisse aller à s'enivrer et trouve cette expérience absolument délicieuse. Quant à la douce et fraîche Helen White, fille du banquier local, elle focalise tous les désirs amoureux des jeunes adolescents du bourg, ceux de Seth et aussi ceux de George, et à ce titre, elle joue un rôle essentiel dans l'éducation sentimentale du journaliste.

### Principales nouvelles: résumé et brève analyse

#### Les Mains(Hands)
Dans ses Mémoires, Sherwood Anderson décrit comment cette histoire s'est imposée à son esprit en un éclair d'inspiration ; il ajoute qu'il n'en a pas changé un iota après l'avoir écrite. L'étude du manuscrit révèle cependant quelques modifications, surtout destinées à gommer l'impression d'une possible tendance à l'homosexualité chez le protagoniste. En effet, comme il l'expose aussi dans ses Mémoires, le thème principal « concern[e] un pauvre petit homme, battu, rossé et apeuré par le monde où il vivait, et qui en ressort grandi en quelque chose d'étrangement beau ».
La technique de narration tranche sur celle des autres nouvelles. Plusieurs niveaux temporels sont considérés, un glissement s'opère du présent au passé, et le narrateur intervient directement, sans pour autant disposer de la première personne. Ainsi, l'histoire se structure en quatre phases : Wing Bibblebaum aujourd'hui à Winesburg ; naguère, en sa relation avec George Willard ; autrefois — mais la parole est ici donnée au narrateur —, en Adolf Myers, maître d'école en Pennsylvanie ; retour au présent et à la première situation décrite. Aucune progression dramatique ici, les thèmes sont suggérés plutôt qu'exposés : (« [c]'est un travail de poète » (It is a job for a poet) est-il dit, car il y a là quelque chose de précieux, de délicat, relevant de la réalité et aussi des songes.
Les mains de Wing Biddlebaum — car c'est d'elles qu'il est question — ont une vie qui leur est propre ; animées par un mouvement irrépressible, elles volètent comme des ailes ou des
papillons. Leur énergie est immense, elles filent sans crier gare, rapides et douces, ou alors pilonnant et martelant. Leur raison d'être est de caresser, en particulier les épaules ou la tête des petits élèves, celles de George Willard ; telle est leur façon de communiquer avec les jeunes pousses. Lorsque la main empoigne l'épaule de George, c'est pour lui transmettre un message ; quand elle s'attarde sur la tête d'un petit garçon, c'est pour lui impartir un rêve. Elles sont « les tiges de piston de son moteur à expression » (the piston-rods of his machinery of expression), mais rien de mécanique en elles : elles se débattent comme les ailes d'un oiseau emprisonné,.
Wing Biddlebaum n'est autre qu'Adolf Myers qui, pendant ses cours passionnés et talentueux, caressait la tête de ses élèves. L'un d'eux l'accusa un jour de l'avoir molesté et le jeune maître d'école dut fuir la ville pour éviter le lynchage, changea de nom et s'installa à la frange de Winesburg où il vit dans une solitude totale que seules rompent les brèves visites de ou à George Willard.
La société rejette Wing Biddlebaum, mais Sherwood Anderson laisse à penser que la brutalité des cafetiers ou des ramasseurs agricoles (berry pickers) repose sur un mensonge, celui d'un garçon qui a rêvé de « choses indicibles » (unspeakable things) et a cru qu'il s'agissait de faits réels. George Willard s'avère plus intelligent : lui seul a deviné qu'un mystère se cache en Wing Widdlebaum et c'est pourquoi l'homme exerce une réelle fascination sur lui. George sert de catalyseur et en sa présence, la timidité de Wing s'estompe, ses doutes s'évanouissent, il retrouve la force de marcher dans la rue et de parler haut et fort. À la fin de leur entretien, sa silhouette courbée se redresse et il redevient un homme.

#### Boulettes de papier(Paper Pills)
Dr Reefy porte les mêmes vêtements depuis dix ans. Les grandes poches de sa veste sont bourrées de petits papiers roulés en boulettes. Le vieil homme s'est marié autrefois, mais sa très jeune épouse est morte moins d'un an après leur union. C'était une riche héritière que courtisaient deux soupirants, un qui ne savait parler que de virginité, l'autre qui ne disait rien mais essayait de l'embrasser. La jeune fille tomba enceinte des œuvres du second et sollicita le docteur : après sa fausse couche, elle l'épousa et il lui lisait les pensées que recelaient les petits bouts de papier. Alors qu'Elizabeth Willard est sur son lit de mort (Mort) et qu'elle est réconfortée par le docteur, un moment épiphanique réunit ces deux âmes esseulées, vite interrompu par l'arrivée d'une tierce personne.

#### Une mère(Mother)
La nouvelle concerne Elizabeth Willard, la mère de George, et accessoirement son mari, Tom Willard, qui ont la charge d'une pension de famille. Tout, dans cette maison, est en faillite, la pension, le mariage, la santé de la dame. Elizabeth n'est plus que l'ombre d'elle-même et erre sans but de pièce en pièce, tandis que Tom, énergique et entreprenant, la blâme pour ses échecs en politique. George, lui, reste assis de longues heures auprès de sa mère sans dire un mot. Un soir, elle s'inquiète de ne pas l'avoir vu depuis un certain temps ; elle se lève et surprend son mari en train de le sermonner et de lui dire qu'il serait temps de se mettre à travailler. Cette remarque la met hors d'elle au point qu'elle décide de tuer son mari. Après quoi, imagine-t-elle, elle redeviendra la femme qu'elle était : elle se revoit jeune fille, travestie en homme et déambulant de par les rues, au grand dam des villageois, ou encore se promenant en compagnie de messieurs pensionnaires de l'établissement. Avant de commettre son crime, cependant, il lui faut se rendre plus belle et plus impressionnante. Devant son miroir, alors que George entre et lui annonce sans précaution son désir de partir de Winesburg d'ici un an ou deux, elle sent sa volonté se dissoudre et reste seule et désemparée au milieu de la nuit.

#### Le Philosophe(The Philosopher)
Il s'agit du docteur Parcival qui se rend régulièrement au siège du journal pour bavarder avec George Willard. Le docteur habite le bourg depuis cinq ans, mais n'a guère de patients, ce qui ne l'empêche pas de rouler sur l'or. Il parle longuement de son passé à Dayton, Ohio, du temps où son père était interné dans un asile, son frère un avare prompt à la violence, et lui-même selon les occasions — du moins se voyait-il ainsi — un ministre du culte et un reporter. Il fait des allusions à un passé criminel, laissant entendre qu'il détient de lourds secrets. Un jour, une jeune fille est tuée dans une rue de Winesburg et tous les médecins sont appelés à la rescousse. Le docteur Parcival refuse de se rendre sur les lieux, où personne ne remarque son absence. Pourtant, lorsque revient George, Parcifal est convaincu que la ville entière le blâme pour ce manquement. Il adjure le jeune homme, au cas où les choses tourneraient mal, d'écrire le « livre que je risque de ne jamais achever […] livre détenteur du secret de la vie, que chacun en ce monde est le Christ et sera crucifié ».

#### Personne ne le saura(Nobody knows)
Il s'agit de la plus courte histoire du recueil. Elle concerne, bien que rien ne soit explicitement dit, la première expérience sexuelle de George Willard. D'abord nerveux, tremblant, fuyant d'un bond la lumière, il se fond dans la nuit alors que les chats s'enfuient et que de lourds sabots de cheval battent le pavé. George Willard a rendez-vous avec l'inconnu, mais se sent poussé par une force étrange, une sorte d'instinct animal. Il évite les gens et va retrouver Louise Trunion, qu'Anderson présente comme une fille plutôt facile, pas très bien habillée et avec une salissure sur le nez. Le paysage change au fur et à mesure que les jeunes gens s'enfoncent dans le dédale des rues et gagnent la campagne alentour, blés à hauteur d'homme, mauvaises herbes surgissant de fentes entre les briques d'un mur. Au bout du chemin, l'instinct s'empare de George, sa nervosité disparaît, il se fait dominateur et même agressif, audacieux et conquérant. Le voici seul à nouveau, rien n'a été dit, rien n'a été vu. Il fume un cigare, a envie de rencontrer d'autres hommes et siffle de plaisir.

#### Piété(Godliness)
Il s'agit de quatre nouvelles qui, à l'exception de la troisième, ne se situent pas à Winesburg et où George Willard n'apparaît pas ; leurs personnages sont étrangers au reste du livre, si bien que certains critiques ont vu là l'esquisse d'un nouveau recueil artificiellement incorporé à Winesburg-en-Ohio. Tel qu'il est, cet ensemble possède sa propre unité, d'autant qu'il concerne trois générations de la même famille, le grand-père, la fille et le petit-fils. Dominant ses descendants, Jesse Bentley, par ses obsessions mystiques, détermine la matière thématique et le ton de la séquence.

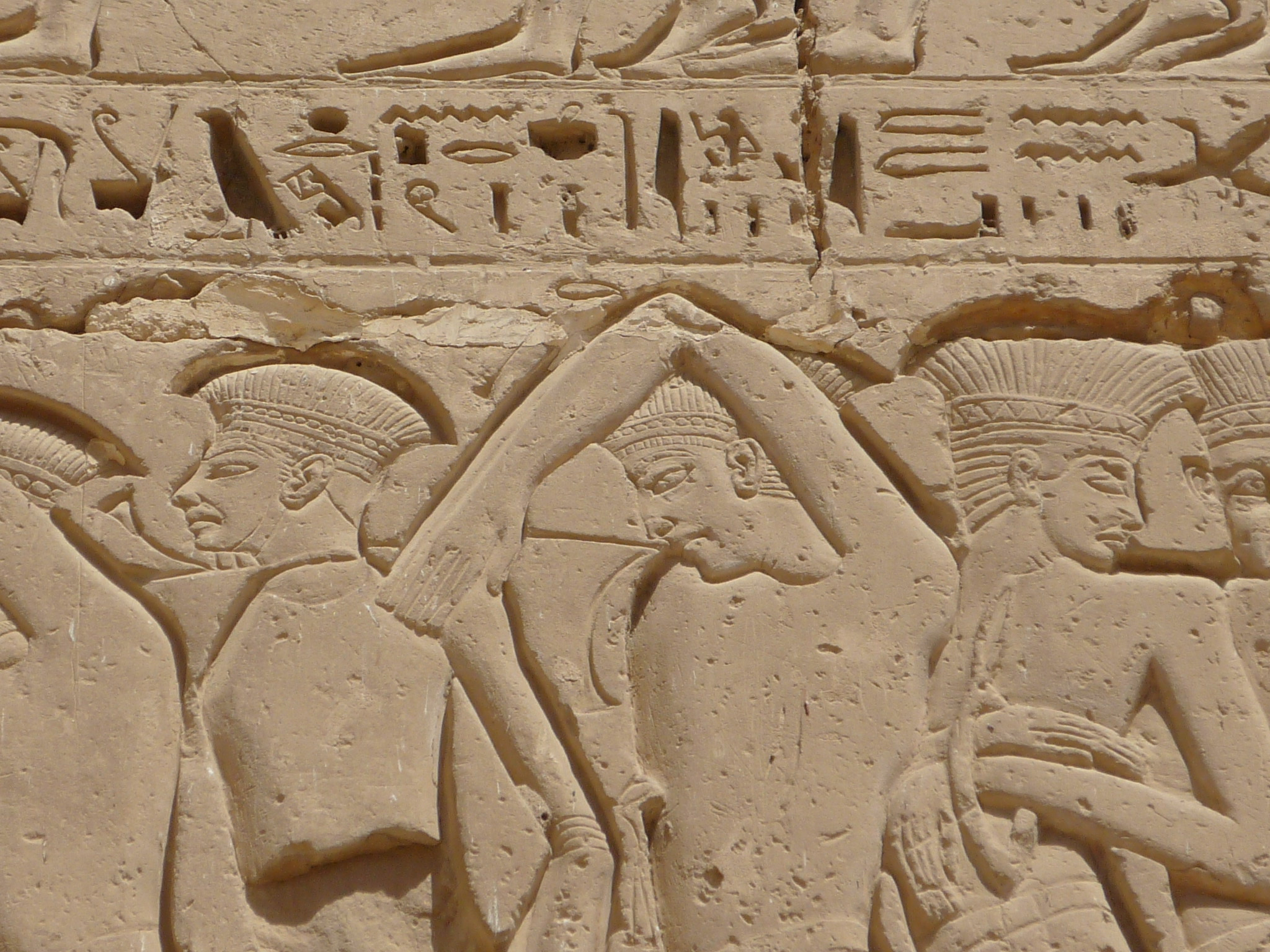
Bas-relief de prisonniers philistins.

La première histoire, servant de présentation, n'a pas de titre. Elle se situe dans une ferme isolée à la campagne, demeure insolite par ses nombreux couloirs, ses coins et recoins, ses différents niveaux, par les gens qui l'habitent aussi, une famille complète, des domestiques, une fille plutôt sotte et un petit-fils qui ne sert à rien. La guerre civile a pris fin vingt années auparavant et le pays tout entier s'industrialise rapidement. Un retour en arrière raconte l'histoire des Bentley, typique de la progressive colonisation du Middle West, avec l'âpre conquête de la forêt, le labeur incessant, la rudesse et la brutalité de la vie. Jessie Bentley doit sa réussite à la guerre de Sécession qui a tué tous ses frères et l'a laissé seul héritier de la propriété. Il cherche à acquérir de nouvelles terres, des machines agricoles pour assurer sa prospérité, et en même temps, il devient hanté par les enseignements de la Bible au point qu'il se prend pour un patriarche de l'Ancien Testament vivant au milieu des Philistins. Son ambition suprême est d'avoir un fils qu'il nommerait David.
La deuxième histoire, comme la première, n'a pas de titre. Le lecteur a sauté deux générations et est invité faire la connaissance de David, non pas le fils de Jesse car il lui est née une fille, Louise, mais le fils de cette dernière. Louise Tardy est violente, capricieuse, morose et silencieuse, et David, âgé de douze ans, malheureux auprès d'elle, s'en va vivre chez les Bentley à la ferme. Ainsi, le récit reprend le fil de l'histoire précédente. Jesse a cinquante-cinq ans, mais en paraît soixante-dix, ce qui correspond à la prescription du psaume 90, verset 10 : « les jours de nos années s'élèvent à soixante-dix ans » (three score and ten). Jesse n'a pas changé et son obsession risque de troubler le jeune garçon qui aime la campagne et renaît à la vie. De fait, un jour il s'agenouille et prie que Dieu veuille bien se montrer à lui, mais Dieu reste silencieux, tandis que David, terrifié, s'enfuit à toutes jambes, tombe et perd connaissance. Cette scène n'est qu'une répétition de ce qui se passera en inversé dans la quatrième histoire.
Entretemps, la troisième, Reddition (Surrender), offre un interlude morbide, oublie David et revient à sa mère telle qu'elle était naguère. En réalité, sa névrose est née du rejet des autres et particulièrement des siens, et Sherwood Anderson laisse entendre que beaucoup de femmes sont dans son cas. Opprimée dès sa prime enfance, privée de liberté, d'amitié et d'affection durant son adolescence, elle est partie vivre chez les Hardy, famille florissante installée au cœur de Winesburg, et s'est prise d'amitié pour leur fils John. Après leur mariage, elle constate que John se satisfait d'une relation purement sexuelle, alors qu'elle aspire à une communion totale. Son amertume est à son comble lorsque naît son enfant, David Hardy, qu'elle néglige aussitôt, arguant du fait que « C'est un mâle et il obtiendra tout ce qu'il voudra. Si cela avait été une fille, j'aurais tout fait pour elle ». Sa frustration est telle qu'elle en arrive à la détestation, de son mari, de son fils, de l'idée même de l'amour.
La quatrième histoire s'intitule Terreur (Terror) et se situe quinze années plus tard. David Hardy, maintenant en sa quinzième année, vit chez son grand-père Jesse Bentley, qui vient d'acheter un nouveau terrain et les machines nécessaires à son entretien. David aime à se promener seul dans les bois avec sa fronde. Un jour, Jesse l'accompagne jusqu'à une lointaine clairière ; il a emporté un agneau avec lui, qu'il espère sacrifier pour que Dieu paraisse et leur montre le chemin de la vie. Le dénouement est rapide et brutal : terrifié à la vue du couteau, David arrache l'agneau du brasier et le libère, puis s'enfuit en jetant une pierre sur son grand-père. Jesse le poursuit et tombe ; David disparaît pour toujours et le vieil homme, après avoir repris conscience, n'a de cesse de se lamenter qu'un « ange de Dieu » ait emporté l'enfant « parce que j'étais trop avide de gloire ».

#### L'Homme qui avait des idées(The Man of Ideas)
Il s'agit de Joe Welling, agent de la Standard Oil et homme d'un optimisme débordant, que son étrangeté rend sympathique. D'habitude poli et calme, il se métamorphose lorsqu'une idée lui vient à l'esprit : les paroles coulent alors pêle-mêle de ses lèvres, ses poings cognent sur les poitrines et il crache du feu comme un volcan. Ses idées restent simples mais il les défend bec et ongles : par exemple, la pourriture est un phénomène sans fin, les plantes de Winesburg seraient remplacées par d'autres en cas de disparition, etc. Son bagout est désarmant : même Tom et Edward King, en général belliqueux, se laissent séduire. La population est fière de l'équipe de baseball que Joe a fondée et qu'il entraîne, et surtout, lui-même se félicite d'avoir trouvé une petite fiancée qui l'aime.
La nouvelle est reliée à l'ensemble par l'environnement géographique et surtout par la présence de George Willard, que Joe admire et dont il est quelque peu envieux. Après la mort de sa mère, Joe emménage dans la pension de famille Willard, et c'est là que la confrontation avec les frères King atteint un paroxysme d'excitation, tandis que le jeune reporter observe chacun d'un air amusé. George, pourtant, n'a pas compris qu'en dépit de sa truculence et de son excentricité, Joe Welling est sans doute le plus heureux de tous les habitants de Winesburg : si morale il y a, L'homme qui avait des idées est une fable montrant que les murs de la solitude peuvent se fissurer, si tant est que l'enthousiasme qui les assiège ne faiblit pas.

#### Aventure(Adventure)

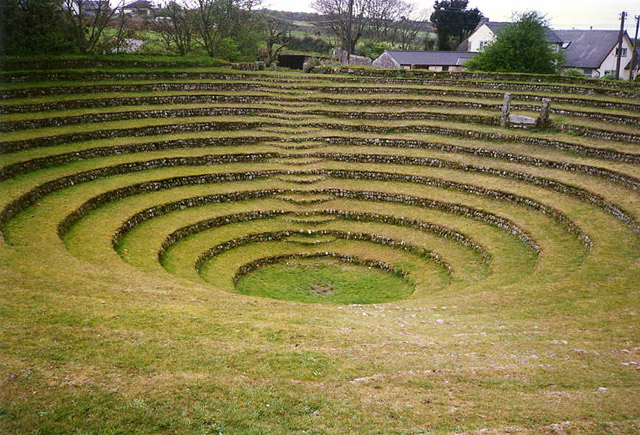
Gwennap Pit, Falmouth (Cornouailles), dépression d'origine minière souvent utilisée par John Wesley pour ses prédications.

L'histoire concerne Alice Hindman, vingt-sept ans, secrétaire chez le grainetier et marchand de fruits secs (Paris Fry Goods Company). Elle vit chez sa mère mais a été fiancée à Ned Currie, qui est parti à Chicago faire fortune et n'a plus donné de nouvelles après quelques mois. Dix années ont passé, et Alice lui est restée fidèle. Elle sent qu'elle perd peu à peu sa jeunesse, mais il lui semble impossible de s'unir à quelqu'un d'autre. « Neddie » est toujours dans son cœur.
Elle a récemment rejoint la communauté méthodiste de Winesburg et, chaque semaine, assiste à la prière hebdomadaire pour rompre la monotonie de sa vie. Quelque chose se réveille en elle depuis un certain temps : elle se sent plus agitée et se languit d'être aimée. Par une nuit pluvieuse, elle revient de son travail, puis monte dans sa chambre et se déshabille. Une étrange force la saisit, elle redescend nue et sort, courant sous la pluie. Elle accoste un vieil homme qui marche sur le trottoir et, soudain saisie de honte, rentre précipitamment, s'allonge sur son lit face au mur et se rend à l'évidence que sur cette terre, « bien des gens sont condamnés à vivre et à mourir seuls ».
À cette phrase, le narrateur qui parle à la troisième personne, a ajouté « bravement » (bravely) dans la séquence de discours indirect libre. Sherwood Anderson souligne par cet adverbe que communiquer, de quelque façon que ce soit, est une lutte difficile pour les personnages de Winesburg, mais que, comme Alice Hindman, « Même si ce sont des grotesques, les efforts qu'ils déploient pour se faire comprendre leur confèrent la plénitude de leur être ».

#### Respectabilité

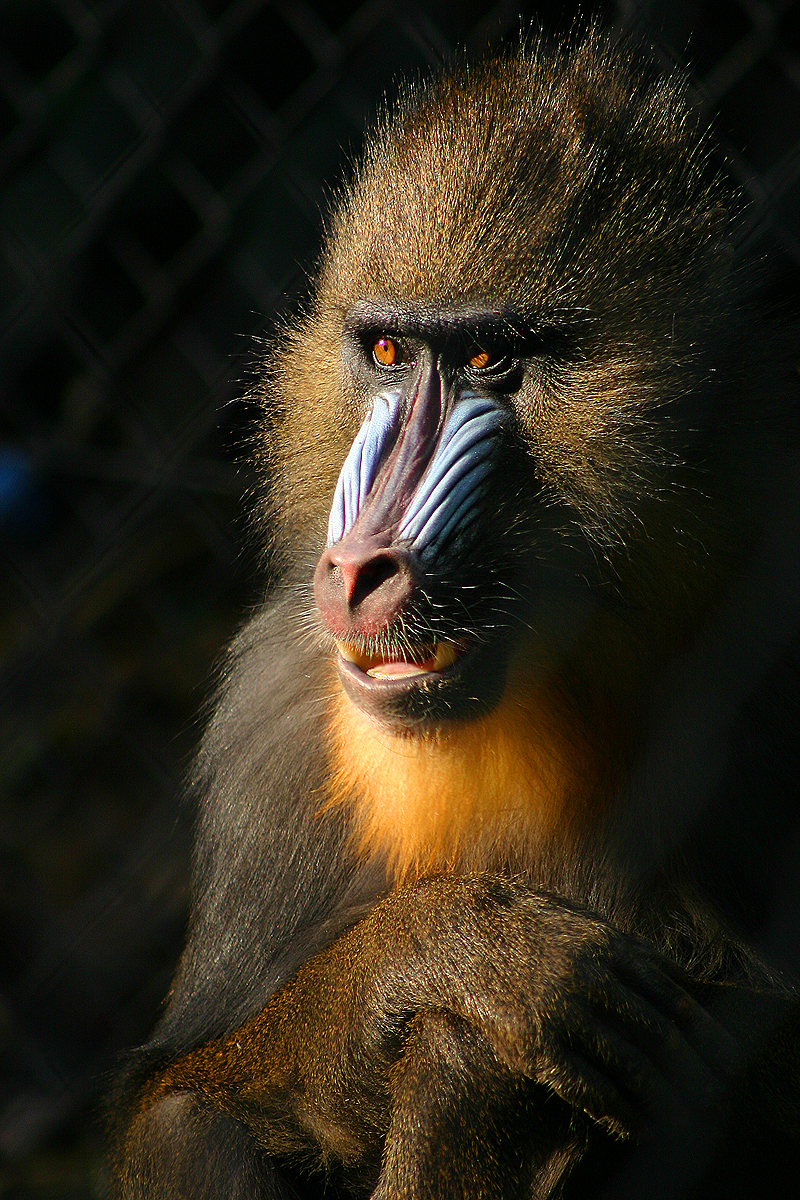
Mandrill.

Wash Williams est laid, obèse et sale : il ressemble à un singe, à une sorte de mandrill. Il hait et méprise les femmes, déplorant que deux sexes aient été créés. Sous cet aspect de brute, cependant, se cache un homme sensible et apte à s'exprimer. Lorsqu'il se confie à Gorge Willard, il analyse fort bien d'où lui vient la rancœur qui l'habite.
Il évoque les premières années de son mariage, dans une jolie maison avec un jardin attenant, et l'adoration qu'il portait à sa jeune femme. À l'époque, il était mince et svelte, convaincu qu'il avait rencontré l'amour éternel. D'ailleurs, même après avoir découvert que son épouse le trompait avec plusieurs hommes, il s'était résolu à oublier et pardonner. Un jour, pourtant, dans l'espoir de hâter la réconciliation, sa belle-mère l'invite chez elle à Dayton et lui demande d'attendre au salon. Soudain, elle pousse devant lui sa fille entièrement nue : Wash est transporté d'indignation, se saisit d'une chaise et tente de frapper. Cette grossière confusion entre sexe et amour jure avec l'idéal de vie qu'il s'est forgé, et il se sent blessé et bafoué. Depuis, il s'emploie à détester toutes les femmes, quelles qu'elles soient, et passe pour un grotesque obnubilé par sa misogynie.
Cette nouvelle reprend certains traits récurrents dans Winesburg-en-Ohio : la nudité par exemple, qui rappelle la fuite d'Alice Hindman ou la prière de Kate Swift, ou encore l'importance des mains, celles de Wash, impeccablement manucurées, qui font de lui le meilleur télégraphiste de l'Ohio, et celles, virevoltantes, de Wing Biddlebaum, qui l'ont sacré champion de la cueillette dans les champs. Sherwood Anderson s'applique ici, comme dans les autres histoires concernées, à montrer que tant de douceur et de sensibilité innées ne sauraient survivre dans ce monde sans pitié, mais que demeure en ces êtres larvés une promesse inachevée.

#### Le Penseur(The Thinker)
Le protagoniste de cette nouvelle est un jeune homme nommé Seth Richmond, fils d'une famille durement éprouvée depuis la mort du père. Seth, intelligent et sensible, a pour meilleur ami George Willard. Quoique réservé, il a acquis la réputation d'être un penseur, au point que même sa mère a un peu peur de lui. En fait, Seth Richmond n'a pas grand-chose d'un philosophe : sa volubilité semble proportionnelle au fait qu'il n'a rien de précis à dire. Cet excès de parole le paralyse : il veut partir de Winesburg, mais ne suit pas Elmer Cowley qui, lui, saute dans un train ; il n'est pas insensible au charme d'Helen White — qui n'est pas indifférente au sien —, mais la lasse par ses plans sur la comète alors qu'elle voudrait l'embrasser.
Il existe une sorte de rivalité entre George et lui au sein même de la conception du roman. Le journaliste est l'objet de l'admiration universelle et Seth, quoique lui aussi respecté, pense à juste titre que George lui fait de l'ombre. À un certain moment, il se plaint que : « George Willard appartient à cette ville », alors que lui s'y sent moins bien intégré. La comparaison entre les deux jeunes gens implique qu'en effet, « Wineburg-en-Ohio est bien le livre de George Willard et non celui de Seth Richmond », ce que le lecteur sait depuis longtemps.

#### Tandy
Tandy concerne Tandy Hard ; ce n'est pas une histoire mais une sorte de saynète sans intrigue ni action, où défilent un veuf athée, sa fille âgée de sept ans, et un jeune homme roux récemment installé à Winesburg pour venir à bout de son alcoolisme. Le veuf s'appelle Tom Hard et se lie d'amitié avec le nouvel arrivant, qui ne s'arrête pas de boire pour autant.
Le seul événement relaté est qu'un soir, alors que le père et sa fille sont assis sur leur perron, le jeune homme roux arrive en titubant et se lance dans un monologue. Il y évoque la femme parfaite, nommée Tandy insiste-t-il, puis, soudain agenouillé, conjure la petite fille d'être « Tandy », c'est-à-dire « assez courageuse pour devenir une femme osant se faire aimer ». Une fois qu'il s'est retiré, l'enfant éclate en sanglots et, après un moment d'hésitation, demande instamment à son père de ne plus l'appeler que « Tandy Hard ». Stouck ajoute que la saynète, au-delà des personnages non nommés et sans consistance, porte comme message que chaque femme se doit d'avoir « le courage de s'exprimer sexuellement » (courage for sexual expression in women).

#### La Force de Dieu(The Strength of God)
Le révérend Curtis Hartman prépare ses sermons dans le clocher de son église. Par la petite fenêtre à vitraux, il a vue sur les rues alentour et un soir, aperçoit Kate Swift, la maîtresse d'école, allongée sur son lit, les épaules découvertes. C'est un homme plutôt austère qui a épousé son premier amour, mais cette vision soudain l'électrise. Quand il parle du haut de sa chaire, ses exhortations se font plus passionnées, ses allusions deviennent plus personnelles. Il grimpe de plus en plus souvent dans son clocher, en proie au désir charnel. Une nuit de janvier, alors que la neige recouvre la ville, il décide de céder sans réserve au péché, et attend, transi de froid. Enfin Kate paraît à sa fenêtre, nue, et soudain la tentatrice s'agenouille en prière. Le révérend est alors saisi d'une révélation : son désir s'est évanoui. Ainsi libéré, il se jette dans les rues, rejoint George Willard dans son bureau, s'agrippe à lui : au comble de l'exaltation, il proclame que Kate Swift est « l'instrument de Dieu », et qu'à sa vue il a cassé le vitrail de la fenêtre, car « la force de Dieu était en moi » (the strength of God was in me),.

#### La Maîtresse d'école(The Teacher)
Cette nouvelle suit la précédente. Par la même nuit neigeuse, George Willard a des pensées concupiscentes envers Kate Swift. Elle, pendant ce temps, erre dans les rues de Winesburg. La neige donne au bourg une atmosphère apaisante, d'autant que des feux ont été allumés çà et là pour briser le froid. Dans le bureau de George la cheminée ronfle et, pour une fois, l'ambiance générale semble appeler au rapprochement des êtres, voire à la confidence. Kate Swift, d'habitude plutôt froide, voire glaçante, se sent submergée par une vague de bonheur : passionnée, elle a depuis longtemps remarqué en George Willard, qui enfant était son meilleur élève, quelque chose qui la captive et qu'elle appelle « l'éclair du génie » (a spark of genius). Ce soir, en un moment de suprême exaltation, elle arrive à son bureau et tente de parler. Mais ses paroles sont confuses et surtout, George ne semble pas s'y intéresser : tout à son désir, il essaie de l'embrasser, et Kate alors s'enfuit dans la nuit. C'est alors que surgit le révérend, qui tient l'étrange discours précédent. En pleine confusion, George Willard rentre chez lui, convaincu que Kate est une personne plus mystérieuse que jamais. Sur ce point, il a raison, ni Curtis Hartman ni lui n'ont la capacité intellectuelle de sonder la complexité de sa personnalité et elle échappe au rôle limité que chacun d'eux voudrait lui assigner.

#### Solitude(Loneliness)

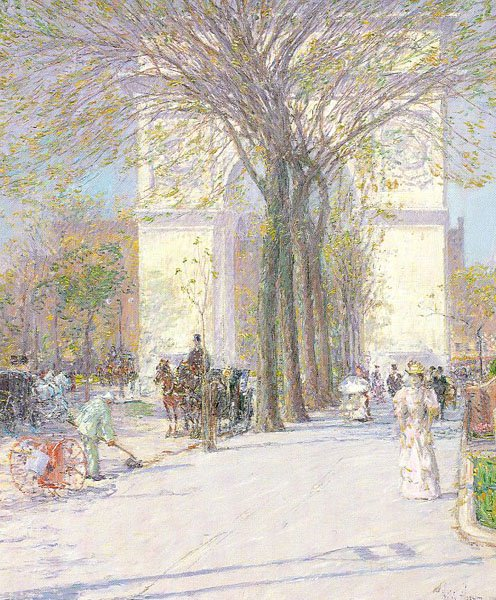
Washington Arch par Childe Hassam vers 1893.

C'est l'histoire d'Elmer Robinson, artiste peintre, que les habitants de Winesburg se rappellent comme un jeune homme rêveur et calme. À vingt-et-un ans, il a décidé de tenter sa chance à New York, où il s'est inscrit aux Beaux-Arts et à un cours de français, car il projette de finir son éducation artistique à Paris . Un jour, il montre l'un de ses tableaux à un groupe d'amis dans sa chambre donnant sur Washington Square : il s'agit d'une scène de campagne près de Winesburg, un bouquet de sureaux au milieu duquel gît une femme tombée de cheval et blessée ; un fermier de passage contemple la scène d'un air anxieux. Robinson explique que la blancheur et l'immobilité de cette forme féminine irradie l'ensemble sans qu'elle ait été vraiment représentée. Elle est trop belle pour cela, ajoute-t-il.
Aucun des peintres présents ne comprend sa démarche : eux parlent de composition, de lignes de force, de perspective, insensibles à l'émotion qui se dégage de l'ensemble ; son esthétique impressionniste est restée sans écho. Dès lors, Enoch Robinson cesse de se développer en tant qu'homme : il devient introverti, infantile, se réfugie dans la compagnie d'êtres imaginaires. Un soir, une femme en chair et en os franchit le seuil de son logis, et les hallucinations qui l'accompagnent depuis si longtemps le quittent. Trahi par son art, abandonné de ses nouveaux amis, il retourne à Winesburg où il erre dans les rues, obscure mécanique humaine déjantée, perdue dans le rêve de son paradis évanoui.

#### Mensonge par omission(The Untold Lie)
Deux ouvriers agricoles décortiquent le blé au crépuscule. Ray Pearson a la cinquantaine ; petit et nerveux, il est le père d'une demi-douzaine d'enfants gringalets. Hal Winters, jeune et costaud, a mauvaise réputation. Soudain, il déclare : « Nell Gunther est enceinte de moi. Je te le dis, mais garde ça pour toi ». Les mains sur les épaules de son compagnon, il se penche pour le scruter droit dans les yeux : « Alors, vieux père, vas-y, conseille-moi […] Qu'est-ce que t'en dis? »
À ce moment précis, le narrateur se détache de ses personnages et décrit la scène de l'extérieur : avec les gerbes dressées à la verticale derrière eux, parmi les rouges et les jaunes des collines au loin, les deux ouvriers, d'habitude si indifférents, éprouvent soudain une étrange connivence. Pourtant, Ray se détourne, incapable de rappeler Hal à son devoir ; puis, il se met à courir dans le champ en vociférant que « ce [les enfants] ne sont que des accidents de la vie » (they [children] are accidents of life). De retour à son point de départ, il s'arrête, incapable de répéter ce qu'il vient de crier au vent. Ray a empoigné les épaules de son compagnon, et Hal rompt le silence : il a pris sa décision, il se marie, Nell n'est pas une petite sotte, il veut des enfants. Chacun rit comme s'il avait oublié ce qui venait de se passer dans le champ et les deux hommes se séparent ; Ray s'enfonce dans la nuit, songeant plaisamment à ses enfants, mais grommelle : « C'est mieux comme ça ; de toute façon, tout ce que j'aurais pu lui dire n'aurait été qu'un mensonge ».
Un moment épiphanique vient de se produire : pendant un court instant, chacun de ses êtres si fermés s'est ouvert à l'autre ; « une lumière a surgi des profondeurs, illuminant à jamais tout ce qui leur était arrivé ou pouvait leur arriver », écrit Cowley .
Ray Pearson s'est tu parce qu'il a pensé à son propre mariage : lui aussi a épousé une jeunette qu'il avait compromise. Il était immature et, pense-t-il, s'est jeté en cette prison de son plein gré. Depuis, il n'a connu que la pauvreté, vit avec une épouse qu'il croit ne pas aimer. Lorsqu'il a évoqué quelques souvenirs, cependant, le passé lui a paru moins sombre : outre ses enfants, il lui est revenu qu'après une longue journée de labeur, il avait plaisir à rentrer par les champs et à retrouver sa maison délabrée au bord de la baie.

#### Mort(Death) –Sophisterie–Départ(Departure)
Les trois nouvelles sont liées par le truchement de George Willard. Chacune d'elles a été préparée par un épisode précédent, la première par Une mère, la deuxième par Personne ne le saura et par Le Réveil, la troisième par La Maîtresse d'école.

##### Mort
La nouvelle comprend deux parties distinctes, chacune consacrée à un sujet particulier, d'abord la relation entre le docteur Reefy et Elizabeth Willard, ensuite la mort de cette dernière et ses conséquences sur son fils. Aucun des personnages n'est inconnu du lecteur, Dr Reefy est le penseur inutile de Boulettes de papier et Elizabeth Willard la femme passionnée de Une mère, que son entourage social et familial abrisée.
Elizabeth va de mal en pis et consulte souvent le docteur Reefy. En fait, elle aime sa conversation, qui lui donne du courage pour affronter l'ennui des journées. Alors qu'elle glisse peu à peu vers la mort, elle l'entretient de sa vie de jeune fille, de ses nombreuses relations sexuelles, et elle pleure de n'avoir jamais rencontré l'amour. Elle reprend les mots de son père : il lui donnera 800 $ si elle quitte Winesburg pour une nouvelle vie. Elle s'est mariée et son père lui a remis l'argent après la promesse qu'elle n'en parlerait jamais à Tom, son mari. Elle révèle au docteur que les dollars sont cachés sous une lame du parquet. Leurs lèvres se rapprochent mais, surprise par un bruit, Elizabeth s'enfuit, soudain gênée, et Dr Reefy ne la reverra plus avant qu'elle ne meure.
D'abord, George, son fils, n'est guère affecté par cette mort, encore trop égocentrique pour dépasser l'irritation ressentie à devoir manquer une promenade en soirée avec Helen White. Cependant, alors qu'il veille le corps, il se trouve soudain envahi par une expérience quasi mystique : pour la première fois, il discerne l'essence de la féminité d'Elizabeth, rappelant le tableau d'Enoch Robinson où la femme quasi invisible irise le paysage de sa beauté intérieure. Il ne peut que répéter les paroles du docteur : « La chérie, la chérie, oh ! la belle chérie! » Puisque sa mère n'est plus, le temps est venu pour lui de quitter la ville : il aurait envie d'embrasser Helen White et se met à pleurer. Il s'en va, pris d'une sorte de panique ; les 800 $ restent futilement sous le plancher.
Mort est la première nouvelle qui donne à deux êtres esseulés la possibilité de se rapprocher, mais Elizabeth est mariée et mourante, et sa petite idylle avec le docteur est à peine consommée. Elle représente aussi un jalon dans l'évolution de George Willard, pour qui la disparition de sa mère scelle la fin de l'adolescence et ouvre la route vers un prochain départ. Wineburg n'est plus à sa taille, le bourg appartient déjà à son passé.

##### Sophisterie
C'est la première fois que George Willard se penche sur son enfance et ressent en son tréfonds qu'il est devenu un homme : c'est un « moment de sophistication », comme l'écrit Sherwood Anderson (a moment of sophistication),. La fête foraine est en ville et une petite foule se presse vers les stands en cette fin d'après-midi automnale. George pense à Helen White, à la soirée passée avec elle lorsqu'il lui a maladroitement parlé de son désir de devenir « quelqu'un » (a big man). Helen, scolarisée à Cleveland, est en vacances pour le week-end ; elle aussi commence à se sentir « sophistiquée » ; elle aime bien George, mais le trouve un peu pompeux et passablement ennuyeux. Elle part néanmoins à sa recherche et le rencontre en chemin ; ils se dirigent ensemble aux abords de la fête et s'installent sur un vieux banc à la nuit tombée ; un furtif baiser, et ils se prennent à courir dans l'obscurité, se cognant en chemin comme de jeunes animaux en fête. Puis il s'en reviennent, heureux d'avoir reçu de leur soirée silencieuse « la chose » (the thing) dont ils avaient besoin.

##### Départ
Le temps a passé, le printemps est revenu, et George s'en va à l'heure où Winesburg est endormie. Pour la dernière fois, il parcourt la ville dans le silence du petit matin. Puis il se rend à la gare. Seules une dizaine de personnes se trouvent sur le quai de la gare et veulent lui serrer la main, mais lui grimpe dans son compartiment sans leur prêter grande attention. Il ne verra même pas Helen White qui arrive trop tard en courant. Il prend la direction de l'Ouest, sans doute vers Cleveland, mais rien n'est sûr et le lecteur reste dans l'incertitude, ce pourrait être Chicago. Alors que le train s'ébranle, de petits riens lui viennent à l'esprit, bientôt recouverts par ses songes : il sera écrivain ; il deviendra célèbre et riche ; surtout, il saura créer en s'appuyant sur sa nouvelle compréhension des êtres. Lorsqu'il relève la tête, Winesburg a disparu et n'est plus que « la toile de fond sur laquelle il lui faut peindre les rêves de sa maturité d'homme ».

## Sherwood Anderson enWinesburg-en-Ohio
En 1924, Sherwood Anderson publie une courte autobiographie intitulée Histoire d'un raconteur d'histoire (A Storyteller's story), sorte de récit picaresque de son enfance,.

### Un jeune homme instable
L'instabilité caractérise presque tous les habitants de Winesburg. En cela, elle rappelle celle de l'auteur qui, très vite, a fait tous les métiers. Comme le bourg de la fiction, celui qui lui a en partie servi de modèle, le Clyde de son enfance et de son adolescence, n'offre pas d'avenir et seule l'agriculture y jouit d'une petite prospérité.
George Willard, le personnage central de l'œuvre, se trouve être le reporter du journal de la bourgade. En cela, il n'est pas sans rappeler le jeune Anderson qui, en l'année 1900, est employé à rédiger des annonces publicitaires pour le magazine Woman's House Companion. Enfin, ces hommes et ces femmes, mariés, célibataires ou veufs, en tous les cas tous déçus de l'amour, portent une certaine ressemblance avec leur créateur dont la vie de famille a été des plus tumultueuses : marié quatre fois, Anderson a fait une dépression en 1912 et s'est sauvé de chez lui. On le retrouve quatre jours plus tard errant dans les rues de Cleveland : plus jamais ne se soucie-t-il de sa famille.

### Création poétique d'un désordre mental

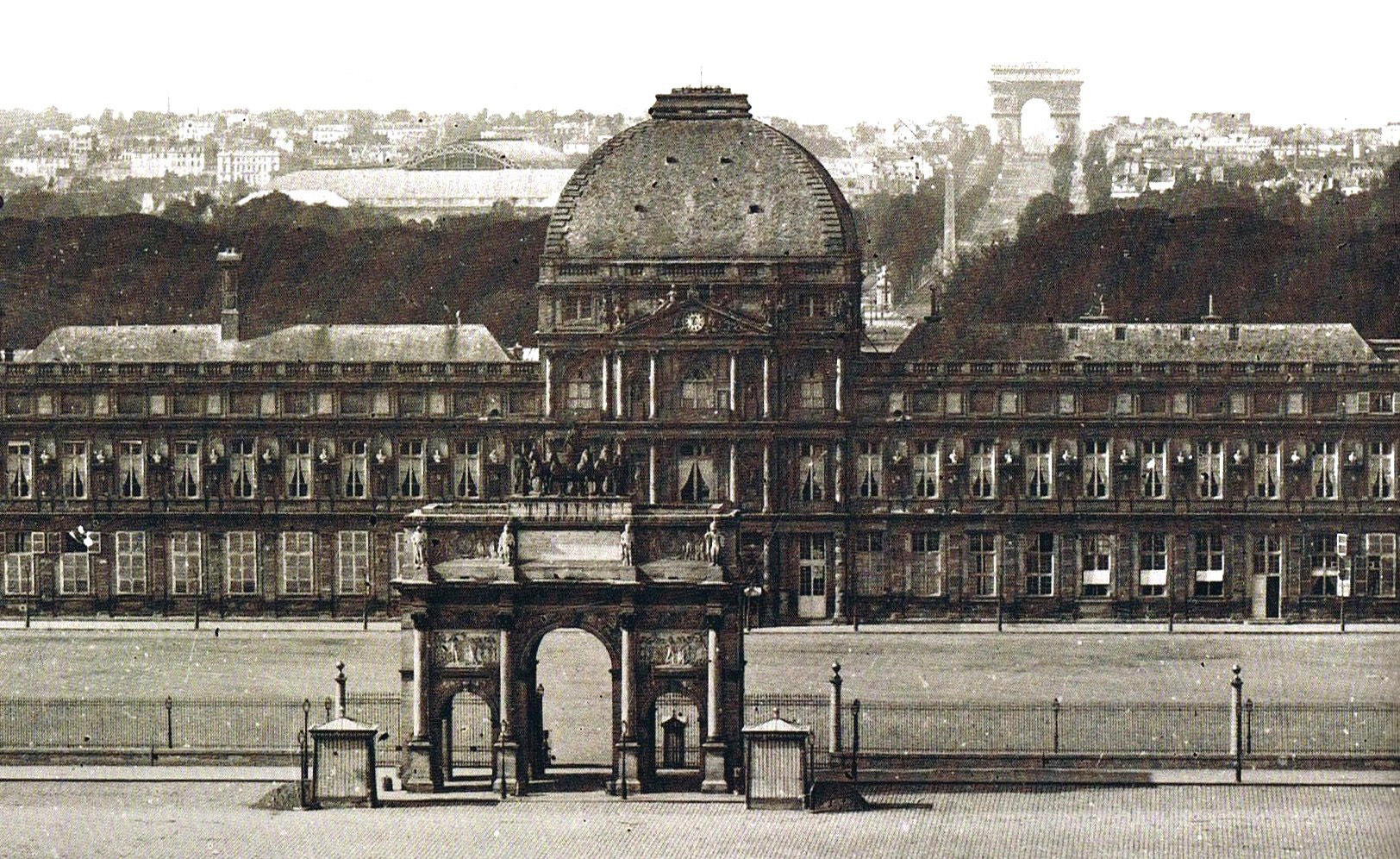
Palais des Tuileries vers 1860.

Les personnages de Winesburg-en-Ohio commencent à surgir de sa mémoire ou de son observation en 1916 : d'abord George Willard, héros de ses dix-huit ans et dont la mère Elizabeth meurt au même âge que la sienne ; les autres émergent de Clyde ou s'élaborent d'après des visages croisés à Chicago, chacun étant porteur d'un instant, d'une atmosphère ou d'un secret longtemps enfouis, jusqu'à ce que les mots viennent pour le dire. D'après Lebreton, il s'agit de la « création poétique d'un homme, non pas révolté mais instable, qui multiplie les images de son désordre mental et accumule des variantes sur le thème de la réadaptation et de la solitude ». La critique sociale n'a aucune part dans le livre, non plus que la critique psychologique, nulle accusation, nulle dénonciation n'étant prononcée.
Anderson est un être plutôt sentimental : la beauté du Jardin des Tuileries lui a arraché des larmes, et il écrit que les larmes viennent aux yeux à voir la foule un jour de foire à Winesburg et à comprendre « l'absurdité de la vie » (the meaninglessness of life). Sa philosophie relie ses personnages, imprégnant chacun d'une même nuance de pensée ; tous ont pour dénominateur commun, partagé par l'auteur, le sentiment profond d'une solitude essentielle, indépendante des circonstances et de la vie sociale. Lebreton écrit que Winesburg-en-Ohio est le livre où « Anderson, par le sentiment et aussi l'imagination, exprime une forme latente d'angoisse sans cesse ruminée ». De fait, l'auteur éprouve sympathie et tendresse pour cette « cour des miracles d'estropiés mentaux », et dans son livre, il y a grande pitié pour ces exclus de la vie communautaire. L'homme est faible, mais pas essentiellement mauvais : à Winesburg, il aspire à un mieux, asymptote de son image du bonheur.

### Un retour nostalgique sur soi
Winesburg-en-Ohio ne se présente donc pas comme le symbole d'une Amérique refoulée par les contraintes sociales : « ce ne sont pas parce qu'ils sont Américains que ces personnages sont ainsi, mais parce qu'ils ont hommes », écrit Lebreton : c'est à la nature humaine en général que pense Anderson, pour qui l'essentiel de la vie n'est pas ce qu'on en voit. Il y a une volonté de les comprendre, d'établir un pont entre eux et nous, lecteurs. L'accent est mis sur les impulsions sexuelles car la recherche du bonheur s'oriente surtout vers la satisfaction des sens, malgré les obstacles moraux et sociaux.
Le sous-titre souvent donné au livre, Le Livre des grotesques (The Book of the Grotesques) ne stigmatise pas une société, ne contient ni amertume, ni satire : il indique seulement que le sujet concerne la vie secrète de la communauté, avec des détails sentis, personnels, vécus, révélant une véritable nostalgie, sans doute de Clyde. À cet égard, Winesburg rappelle la vie des pionniers, grossiers et brutaux dans leur comportement parfois, mais profondément ancrés dans des valeurs spirituelles, avec une exceptionnelle ferveur religieuse, le besoin de voir au-delà de l'horizon. En revenant à cette ardeur ancestrale, Sherwood Anderson cherche à retrouver ses valeurs sensibles et se penche sur un temps où l'idéalisme était plus vivant, avec des personnages qu'il fait vivre en marge du monde matérialiste. Winesburg-en-Ohio est « une œuvre d'amour, une tentative de briser les murs séparant les personnes, et aussi, à sa manière, la célébration de la vie d'un petit bourg provincial au temps révolu de la bonne volonté et de l'innocence ».

## Thématique
La mission essentielle des personnages de Winesburg-en-Ohio consiste à « s'exprimer », mais le thème premier du livre reste sans doute le désespoir qu'engendre leur incapacité à y parvenir. Les artistes parmi eux, le vieil homme de l'introduction ou Enoch Robinson par exemple, s'avèrent même les moins aptes à communiquer : Alice Hindman, après son aventure sous la pluie, fait le point sur la situation en constatant la solitude essentielle des êtres,.
Sherwood Anderson s'attache à rendre compte de la lutte permanente qu'ils mènent pour se sortir de cet enfer. Aussi la thématique tourne-t-elle autour des relations que les personnages entretiennent avec eux-mêmes, avec leur environnement, et accessoirement entre eux. Comme nombre d'histoires se focalisent sur un seul protagoniste, les variantes de ce thème se poursuivent de l'une à l'autre, s'enrichissant au passage (par exemple, la liaison d'Elizabeth Willard avec le docteur Reefy, nullement mentionnée dans Une mère, n'est révélée que dans Mort). Le seul point fixe du livre est George Willard qui lui aussi participe de cette thématique, mais de façon plus continue et avec la possibilité de s'échapper.

### Solitude existentielle et métaphysique
Les personnages sont porteurs d'une déformation psychologique parfois poussée au paroxysme : c'est la conséquence de quelque échec crucial, surtout dû à l'impossibilité de faire partager leur amour, rivés qu'ils sont à des expériences limitées. Sans doute est-ce pourquoi bien peu de choses se passent à Winesburg ; si quelque incident se produit, les habitants sont laissés à leur rumination, parfois en des postures moralement difformes, comme pétrifiées pour l'éternité. Tous sont victimes d'une double solitude : celle qui ressortit au sentiment (loneliness) et celle (solitude) qui relève du statut ontologique de l'être, la « solitude métaphysique » ou « essentielle ».

#### L'environnement extérieur
Murés dans la prison de leur moi, les personnages se débattent, en vain la plupart du temps, pour surmonter les conflits qui les opposent d'abord à leur environnement physique et humain. Le poids des habitudes et des traditions, la lourdeur des mentalités demeurent à Winesburg, alors que l'Amérique, depuis la fin de la guerre de Sécession, a apprivoisé de nouvelles valeurs : le succès, l'ouverture, l'extériorisation.
Les habitants du bourg se sentent mal ajustés à leur époque, cette frustration se manifestant par des comportements de type émotionnel au spectacle du monde. Les trains qui passent à des horaires réglés scandent la monotonie de leur existence et la nostalgie de leur départ impossible ; la succession des saisons, les variations de la lumière, l'alternance du jour et de la nuit sont autant de jalons augurant de bouleversements intérieurs ; chacun se replie chez soi, avec ses meubles, ses effets personnels auxquels il s'accroche comme à des bouées. On attend le crépuscule et on s'empare de la nuit : l'obscurité qui a anéanti le monde extérieur permet l'expansion de l'être personnel.

#### L'environnement humain
Par un effet de contagion, même les personnages socialement intégrés ne deviennent eux-mêmes que lorsqu'ils se retrouvent seuls. Ce sont des introvertis ayant perdu confiance en eux, des ratés de la vie par lassitude ou négligence. Pour certains la pauvreté et l'humilité résultent d'un choix délibéré, pour d'autres, de l'hérédité et des antécédents familiaux. Ayant souvent connu le rejet et la terreur, ils présentent des pathologies de type psychiatrique ou neurologique : épilepsie, névrose. Faibles et meurtris, ils sont devenus des aliénés de la vie.
Leurs réactions sont imprévisibles mais souvent de courte durée : l'absence d'amour, par exemple, qui les incite à se révolter et même à se venger, bute sur leur velléité et, presque immanquablement, ils se tournent vers George Willard, qui apparaît comme le fleuron de la ville, un sauveur, le prêtre des lieux chez qui l'on vient se confesser. Aller jusqu'au jeune reporter exige une tactique bien éprouvée : attendre la nuit pour se glisser dans son bureau, puis lui balbutier son chagrin et s'abreuver du timbre de sa voix, enfin absorber la fraîcheur de sa jeunesse.
Quelle que soit sa réceptivité, George Willard reste incapable de comprendre ces visiteurs du soir. Le fardeau que représente leur misère morale s'avère au-dessus de ses forces. D'ailleurs, il est bien trop absorbé par son ambition et troublé par sa propre agitation pour apporter le réconfort attendu de lui. Cette intrusion ne représente qu'un moment de son éducation et, la plupart du temps, comme dans « Bizarre », La Force de Dieu, La Maîtresse d'école, il reste étranger à ces tracas. Pourtant, sa présence est comme un baume sur ces âmes mortes qui forment autour de lui une chorégraphie de silhouettes dansantes, aux postures difformes. Puis, comme elles sont venues, elles se retirent, furtives et secrètes : jamais le lecteur ne croise leur regard au-delà d'un fugitif instant.

### Rhétorique de la gesticulation
Sherwood Anderson fait défiler au fil des pages une galerie de « grotesques » qui disparaissent une fois leur tour terminé, à l'exception de quelques-uns qui se présentent plusieurs fois, parfois identiques à eux-mêmes, parfois, comme Dr Reefy ou Kate Swift, avec de légères altérations.

#### Gestuelle de substitution
David Stouck explique que la vision de la vie que transmet Sherwood Anderson dans Winesburg-en-Ohio est intimement associée à la forme expressionniste de ses nouvelles. Ceci explique la place donnée aux mouvements, les attributs corporels les plus sollicités étant les yeux, les bras et plus particulièrement les mains.
Pour transmettre leur message en effet, les personnages, souvent étranglés par l'émotion, fuient la parole et ont recours aux gestes. Ainsi dans « Bizarre », Elmer Cowley, impuissant à s'exprimer de façon cohérente, se résout, après des essais infructueux à peine plus éloquents que des bouillonnements de salive, à battre l'air de ses bras : comme le résume David Hardy dans Piété : « Son imagination se mit à investir chaque mouvement de signification ».
Presque tous sont affligés d'un tic gestuel. Dr Reefy roule fiévreusement ses boulettes de papier (paper pills) ; Wing Biddlebaum ne peut empêcher ses mains de battre comme des ailes, « comme si elles avaient une existence indépendante de la sienne » ; Elmer Cowley a une crispation nerveuse au visage et, à chaque contrariété, répète spasmodiquement comme le faisait son père, qui lui-même le tenait de l'idiot du village : « Qu'on me lave, me repasse et m'amidonne! » ; Joe Welling quant à lui déborde d'idées dont l'intensité le jette dans la rue en des crises d'irrépressible tremblement, etc. Ainsi, bras, mains, doigts, poings s'occupent à fouiller et saisir, mais manquent les objets dont ils veulent s'emparer ; dans les cas extrêmes, ils empoignent les épaules et étreignent le cou de leur interlocuteur — en général ceux de George Willard —, puis, la rage aidant, jettent des cailloux ou des bouts de bois en sa direction.
Elmer Cowley, qu'excite une offense imaginaire (« Il était sûr que le jeune qui faisait des allées et venues devant le magasin Cowley & Son's […] l'avait à l'œil et même se moquait de lui », alors qu'en réalité ce passant — George Willard — « désirait depuis longtemps se lier d'amitié avec le jeune marchand », s'y essaie à trois fois pour le sermonner ; mais, incapable d'ouvrir la bouche en sa présence, il ne trouve d'autre solution que de le rosser. L'histoire se termine par une proclamation triomphante non dénuée d'ironie dramatique, : « J'lui ai montré, hein ! j'lui ai montré que je n'suis pas si « bizarre » que ça! »
Elizabeth Willard, « grande et décharnée, erre lentement telle un fantôme d'un salon à l'autre » dans sa nouvelle maison (The New Willard House), où elle finit par mourir. Dans sa jeunesse cependant, « « passionnée par la scène » (stage-struck), elle s'est donnée en spectacle dans les rues, vêtue d'habits voyants, en compagnie de voyageurs résidant à l'hôtel de son père ». « Plus que beaucoup, sans doute, elle avait besoin, d'une manière ou d'une autre, de rompre la perpétuelle solitude dont elle souffrait ». De fait, à part sa fugitive liaison avec le docteur Reefy, interrompue par sa mort, elle ne trouve aucun réconfort, et les deux histoires qui lui sont consacrées se terminent par une ultime tentative de communication avec son fils, elle aussi avortée.

#### Assimilation entre le geste et la parole
Cette gesticulation tient lieu d'articulation et parfois les deux se confondent. Nombre de résidents gardent enfouis en eux de lourds secrets qui les prédisposent au silence. Wing Biddlebaum a un penchant pour les jeunes garçons ; Alice Hindman désire ardemment un homme, etc. Leur être tout entier se rebelle contre ce silence imposé et leur corps prend le relais : les poings cognent sur la table, les index s'enfoncent dans les poitrines, les bras battent comme des fléaux, les mains se gonflent de façon belliqueuse. Dans Le Penseur, Tom Willy, le tenancier du café, a une envie sur chacune de ses mains ; lorsqu'il s'anime avec ses clients, elles semblent prises d'une « excitation sensuelle » (sensual excitement), se frottent l'une contre l'autre, si bien que la tache vire au pourpre comme si elle sortaient d'un bain de sang.
La reductio ad absurdum de la gesticulation se trouve en Joe Welling, chez qui l'assimilation entre le geste et la parole est totale ; lorsque l'habitent ses « plus étranges notions » (queerest notions), tout son être s'enfle et devient « gigantesque, imposant » (gigantic, overmastering) et, par la seule puissance de sa logorrhée gesticulatoire, il entraîne après lui les plus réticents,.

#### Stases, violence et prière
Les gestes sont rarement naturels dans Winesburg-en-Ohio, c'est pourquoi ils s'extériorisent de façon si ostensible. Il existe une force chez les personnages capable de les retarder, de les ralentir, voire de les paralyser, ou au contraire de les projeter en dehors des corps. Réponses instinctives à des pulsions émotionnelles — impulse (« pulsion ») est un mot récurrent dans le livre —, ils trahissent le tréfonds des âmes avec une exactitude horlogère, d'autant que leur agencement forme un discours en soi, avec sa morphologie et sa syntaxe, se développant dans les cas extrêmes en une savante rhétorique, ce qui représente l'un des aspects les plus originaux du récit.
Les plages de repos sont trompeuses, les stases recelant des moments le plus souvent d'une rare intensité, annonciatrice d'une violence inouïe. Leur paralysie contamine la bourgade, mais reste à l'affût du moindre canal pour rompre les digues et se déverser. Les gens hésitent devant une porte, une clôture ou un obstacle imaginaire, un concitoyen surtout ; tendus, brisés, leurs éclats de rire servent de leurre, et même chez les moins touchés, la nervosité suinte de tout leur être. Ainsi, George Willard a secrètement peur de sa mère, pourtant morte ; Wash Williams se prend à trembler lorsque l'ourlet de la jupe de sa femme effleure son visage ; après sa brève rencontre avec Kate Swift, George Willard lève les mains au ciel puis, tâtonnant dans l'obscurité, répète hébété : « j'ai raté quelque chose » (I've missed something),.
Les yeux se font alors particulièrement éloquents : sur son lit de mort, Elizabeth Willard, paralysée, lance des appels désespérés à son fils par son seul regard. Quant à Elmer Cowley, ses yeux semblent avoir été javellisés : devenus incolores, ils ressemblent aux agates que les garçons portent dans leurs poches. De même, la répétition des gestes manuels, comme l'avait observé Gertrude Stein, révèle la nature profonde des individus. Ainsi, tendre les mains devient un leitmotiv : par ce geste, Louise Bentley essaie de « briser le mur et se frayer un chemin vers les joies de la vie ».
Alice Hindman lève le bras et doucement laisse sa main s'attarder sur la pelisse de l'assistant droguiste ; Wing Biddlebaum pétrit de façon compulsive l'épaule de ses interlocuteurs ; de même, c'est main sur l'épaule que Ray Pearson et Hal Winters réussissent à communiquer un bref instant dans le champ de chaume ; Jesse Bentley, quant à lui, rêve d'« un Dieu proche et personnel qui, du ciel où il vivait, vous tendrait la main à n'importe quel moment et la poserait sur votre épaule ».
Si le sexe n'est jamais mentionné, encore moins décrit, partout affleurent les sous-entendus : embrasser, caresser d'imaginaires amants, serrer des oreillers contre soi, fantasmer sur des partenaires inaccessibles, tel est le lot de bien des personnages : dans Aventure, l'image de la femme coïncide avec celle de la mère et l'ombre de l'inceste plane sur les relations entre sexes opposés. Lorsque la crise explose, des torrents de mots, des menaces, des luttes, des bonds expriment à grand fracas les motivations secrètes des personnages : Windpeter Winters (père de Hal Winters), ivre et conduisant son attelage sur une voie ferrée, se met à crier et jurer, puis se précipite sur le « Cheval de fer » (Iron Horse), une locomotive qui les brise, lui et ses bœufs. La vitalité, si longtemps étouffée par un environnement hostile, soudain éructe en un paroxysme d'étrangeté : une vieille fille ahurie (Alice Hindman) se jette toute nue sur la pelouse devant sa maison, ruisselante de ténèbres et de pluie ; un prêtre presbytérien (Curtis Hartman) brandit son poignet ensanglanté devant les yeux de George Willard ; la fille d'un patriarche biblique (Louise Bentley) pousse son cheval an galop le long des rues de Winesburg, etc., « autant de gestes, écrit Stouck, qui sont une autre forme du cri expressionniste ».
En fin de compte, la prière devient le dernier recours du communicant : les mains agiles de Wing Biddlebaum se forment en chapelet tandis qu'il se penche pour disputer quelques miettes à une poule ; le docteur Parcival étend les siennes et bénit la « carcasse » de son père décédé ; Elizabeth Willard les joint en un geste « mi-prière, mi-exigence adressée jusques aux cieux » ; Kate Swift, alors même que Curtis Hartman l'épie par le vitrail cassé du clocher, apparaît dans le plus simple appareil et se jette recueillie sur son lit ; la Bible est partout présente dans Piété, mais, en un moment épiphanique de révélation, le livre sacré se disloque sur le sol dans La Force de Dieu,.
Cette gesticulation effrénée ne sert à pas grand-chose. Le sexe est rare et ne comble personne, gênant la communication plutôt que la favorisant. La seule nouvelle qui offre quelque gratification est Sophisterie, lorsque George Willard et Helen White se laissent rouler en contrebas de la colline, heureux et gracieux comme des chevreaux en fête. Alors s'entrevoit pour le jeune reporter le bout du chemin : « Une porte s'est ouverte et pour la première fois, il regarde au loin le vaste monde […] De tout son cœur, il aspire à se rapprocher d'un être humain, à toucher quelqu'un de ses mains. Il préférerait que ce fût une femme, parce que qu'une femme lui paraît plus douce, plus compréhensive ; ce qu'il veut avant tout, c'est qu'on le comprenne ».

### Suffocation et évasion

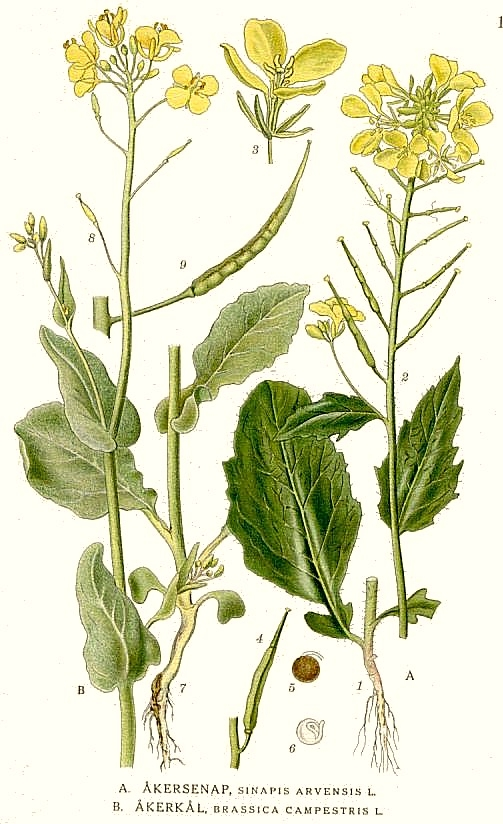
Moutarde des champs (Sinapis arvensis).

Wineburg se présente comme un labyrinthe de ruelles ne menant nulle part, surmonté de murs et entouré de fossés, que cernent des clôtures et bordent des terrains où seule pousse la moutarde parmi les mauvaises herbes et quelques souches d'arbres moisis. La rue principale (Main Street) débouche sur la barrière Trunion Pike, qui conduit à une vaste étendue désertique et poussiéreuse. Les riches plantations de fraisiers et les champs de blé demeurent hors de portée. À part Ray Pearson et Hal Winters, dont c'est le métier, et Adolf Myers, naguère Wing Windlebaum, un étranger, aucun habitant de la ville n'y a jamais travaillé. Même George Willard s'abstient de pousser jusque là, se contentant de s'arrêter à la frange de ce jardin d'abondance. Les gens restent chez eux, passant leur temps à ouvrir leurs portes (« la porte de la vie » dans La Maîtresse d'école) sans pour autant pouvoir quitter leur maison. L'histoire d'Enoch Robinson se décrit comme « l'histoire d'une pièce » ; Wash Williams ressemble à un singe en cage,.
Winesburg est une prison dont beaucoup de personnages tentent de s'enfuir, mais en vain. Seul Elmer Cowley, le « Bizarre » ("Queer"), réussit à grimper dans un train de marchandises. Ray Pearson court à travers les champs en protestant à tue-tête contre sa vie, contre toute vie, contre tout ce qui rend la vie laide. Elizabeth Willard saute dans sa voiture et s'en va à tombeaux ouverts pour se sortir de la ville, de son mariage, de son corps, de toute chose. Le jeune David Bentley court à toutes jambes pour échapper aux hallucinations de son grand-père qui se prend pour un patriarche de l'Ancien Testament. Hélas, forcer les barrières s'avère quasi impossible, car il faudrait sortir de soi.
C'est que Winesburg est, plus qu'un lieu, un état d'esprit, un écheveau d'habitudes et de préjugés, de contradictions et de tabous, « morne et sans intérêt […] dont on ne retire rien ». Le village demeure sous l'influence des forces obscures d'un puritanisme enraciné dans les esprits, d'une morale répressive, de modes de conduites immuables. Dans sa jeunesse, Elizabeth Willard a encouru les stigmates de la suspicion pour avoir mis du rouge sur ses joues et parcouru les rues à bicyclette. Elmer Cowley, le fils du « Bizarre », n'a pour seule perspective que de devenir lui aussi « bizarre ». Alice Hindman, en proie à la frustration, « se tourne vers le mur est se force, bravement, à accepter le fait que même à Winesburg les hommes vivent et meurent seuls ».
Il serait tentant de considérer que Sherwood Anderson a fait de Wineburg-en-Ohio, dans la mesure où sa communauté n'existe qu'à la frange de l'absurde, une fable moderne ressortissant au mode de la dystopie. Une ville comme Winesburg ne pourrait exister nulle part, ni en Amérique ni ailleurs, et Wineburg-en-Ohio ne serait qu'une métaphore de la solitude essentielle des êtres. Pourtant, certains critiques considèrent que ce sombre tableau peut induire en erreur et que le thème du recueil n'est pas tellement l'isolement et la suffocation, mais le fait de s'en échapper. À ce sujet, Barry D. Bort écrit que l'œuvre de Sherwood Anderson contient d'innombrables cas de frustration, mais que certains servent de contexte à de lumineux moments de compréhension et d'empathie, « situés au cœur de l'œuvre et d'autant plus beaux qu'ils sont fugitifs ».
Dramatique ou non, chacune de ces aventures personnelles fait partie du patrimoine collectif de la ville, parfois consignée par George Willard ou simplement mémorisée par les participants. En fin de compte, d'après Cowley, Winesburg-en-Ohio « est un livre d'amour, tentant de briser les murs séparant les êtres les uns des autres, et aussi, à sa façon, un hymne à la vie d'une bourgade aux temps révolus de la bonne volonté et de l'innocence ».

### Maturation de George Willard
George Willard est le reporter du Winesburg Eagle et, à ce titre, il est de son devoir de se trouver partout et de rencontrer tout le monde. Son bureau constitue un centre de fixation au milieu du bourg où convergent les nouvelles, les habitants et les ragots. Aucune autre autorité n'est capable d'assurer son rôle : le maire, le pasteur, les institutrices ont abdiqué et lui ont tacitement légué leurs responsabilités. Lui-même, comme le note Ingram, apparaît dans toutes les histoires sauf six.
À la fois l'oreille et la plume, celui qui écoute et celui qui retranscrit, il représente aussi les espoirs de la bourgade, car chacun sait qu'il est promis à un brillant avenir. Tout au long des années il a dû lutter pour se forger une personnalité, et le jour arrive où, ayant atteint sa maturité, il prend la décision de s'en aller. Il est passé du monde de l'innocence à celui de l'expérience, de l'ignorance à la compréhension. Tel est l'objet de la scène finale, Départ (Departure), qui récapitule les fils de sa structuration personnelle et ouvre la porte menant vers le grand monde.
L'adolescence de George Willard s'est focalisée sur deux questions intimement liées, sa sexualité et son ambition artistique, qui se sont vues, au fil des histoires, peu à peu conjointement développées. Seule Personne ne le saura privilégie l'aspect sexuel, lorsque George perd sa virginité avec Louise Trunion. Ensuite, dans Le Penseur, son désir évolue et commence à se sublimer en émotion artistique, de préférence littéraire, alors qu'il cherche délibérément à s'éprendre de Helen White pour se donner matière à écrire une histoire. Le stade suivant est atteint dans La Maîtresse d'école, quand Kate Swift prend la mesure de son potentiel littéraire et tente de l'en avertir. Son message est ambitieux : « Il ne faut pas que tu deviennes un simple colporteur de mots », bafouille-t-elle. Cependant, à ce moment précis — accident riche d'enseignement — la chair prend le relais de la pédagogie : « […] le désir [de George] éveille le sien et elle perd le fil des potentialités intellectuelles, spirituelles et créatrices de son émotion ». L'effet sur George est inverse : enfin il prend conscience qu'« il y a quelque chose de plus sophistiqué à partager entre un homme et une femme qu'une simple rencontre des corps ». Pourtant la leçon reste floue, car dans Le Réveil il se laisse aller à la vantardise dans un bar, éprouve une bouffée de machisme et fait des avances à Belle Carpenter, ce qui lui vaut de se voir remis à sa place de façon humiliante par le soupirant de la jeune femme, le barman Ed Handby dont tout le monde respecte la grosseur des poings.
Le summum de cette longue maturation se situe dans l'avant-dernière histoire, Sophisterie. Alors que George se mêle à la foule des badauds de la fête foraine, il ressent « quelque chose qu'ignorent les jeunes garçons mais que savent les hommes. Il eut l'impression d'être vieux et fatigué […] et […] éprouva le besoin de partager avec quelqu'un le sentiment qui l'avait envahi lors du décès de sa mère [Mort] ».
Ce quelqu'un se trouve être Helen White, la fille du banquier, qui elle-même traverse « une période de changement » (a période of change). La rencontre est un succès : Helen assure inconsciemment le rôle d'un « médiateur spirituel » (spiritual mediator), la masculinité de George s'équilibrant avec les qualités inhérentes à la féminité qu'elle apporte, la douceur, la tendresse, ce dont tout artiste a besoin.

## Forme

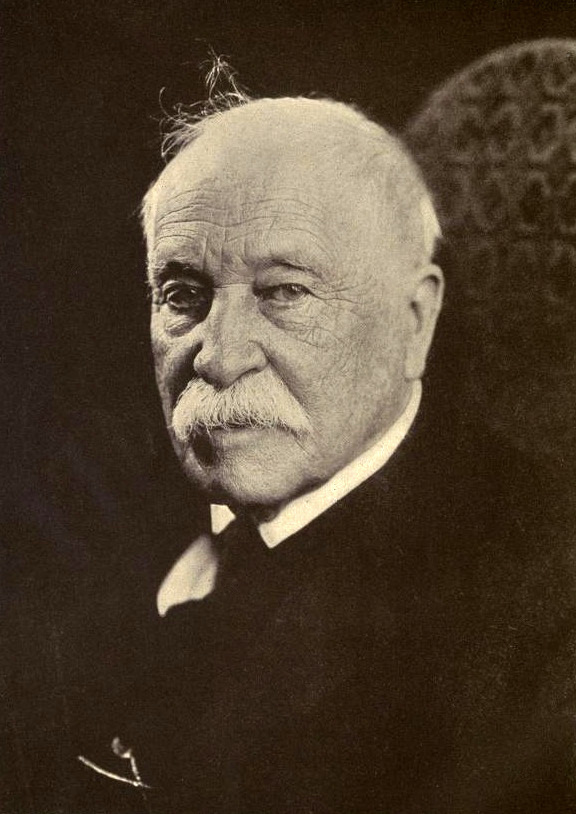
William Dean Howells, vers 1920.
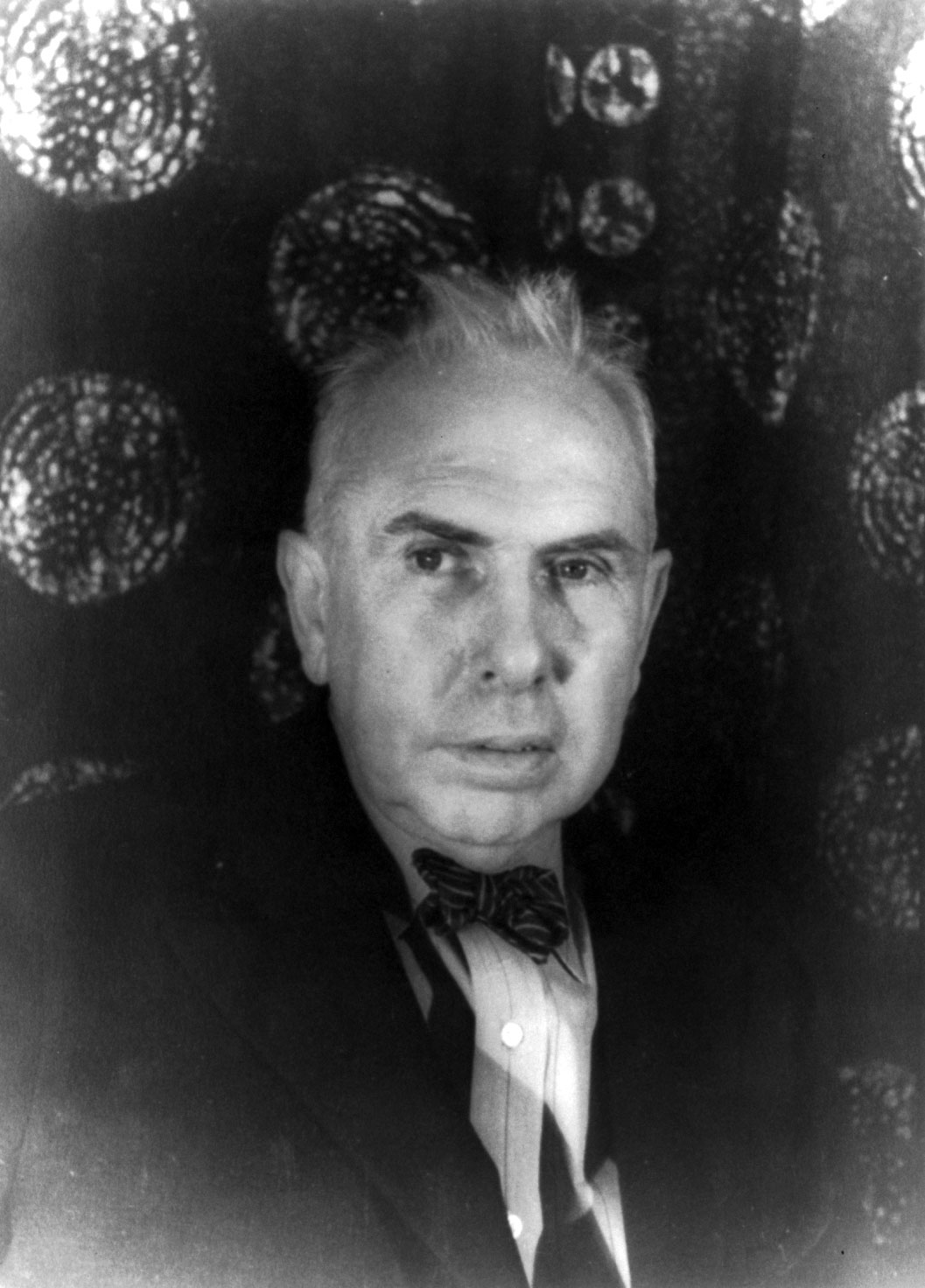
Theodore Dreiser, photographié par Carl Van Vechten en 1933.
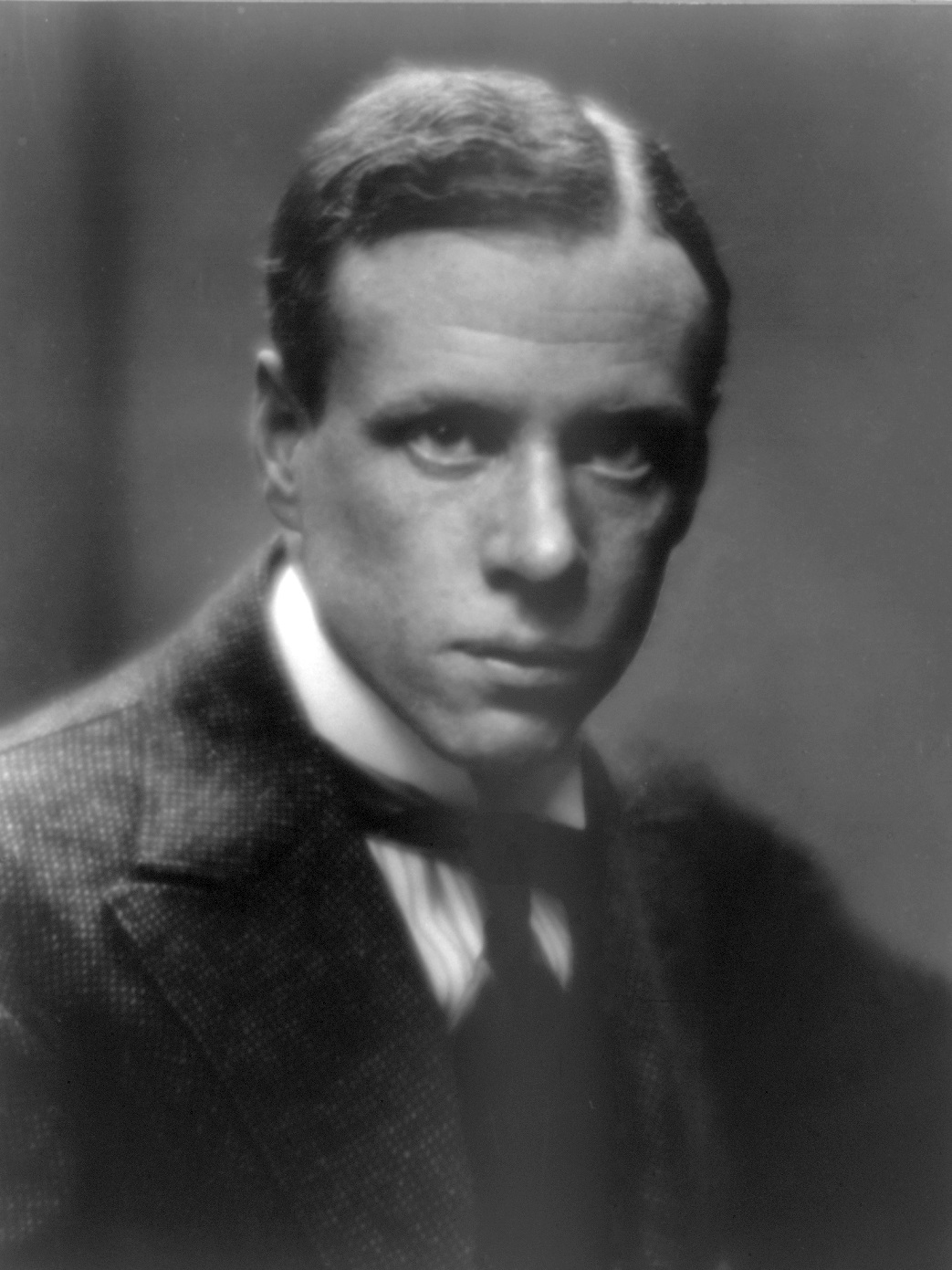
Sinclair Lewis, en 1933.

Le style de Winesburg-en-Ohio s'est souvent vu classé, de façon plutôt vague, sur le spectre du naturalisme, entre le prédécesseur en littérature de Sherwood Anderson, William Dean Howells, ses contemporains Theodore Dreiser et Sinclair Lewis, et les modernistes de la génération perdue (Lost Generation).

### Nouveau réalisme
Geismer et plus tard Lee reprennent quant à eux le terme de « nouveau réalisme » (New Realism),. La raison en est que le livre dépasse la notion du roman comme rapport objectif en mettant en œuvre des procédés stylistiques de facture « lyrique, nostalgique et évocatrice », voire des effets relevant d'un sentimentalisme hérité du XIXe siècle. De fait, si les ingrédients de base sont typiques du réalisme, ils s'enrichissent sans cesse des sentiments secrets qui font partie de la réalité des personnages.

### Degré zéro de la stylisation
Le vocabulaire de Sherwood Anderson est qualifié d'« incolore » (colourless), « plat » (flat), « sans rien en lui qui frappe et arrête l'attention » (without anything striking or arresting). En fait, c'est de propos délibéré qu'à l'instar de Gertrude Stein, l'auteur privilégie les mots non-littéraires, en particulier d'origine anglo-saxonne et de quatre lettres si possible (horse, house, hands, huge, jaded, tall, dark, etc.), susceptibles de toucher directement « par leur pouvoir dénominatif brut » (hard denotative language). Ainsi, nombre d'entre eux sont des termes génériques et souvent passe-partout, tels que « chose », « pense », « ressent » (thing, thinks, feels), rebelles à toute description pittoresque. De plus, la phrase se veut essentiellement déclarative, souvent courte, mais enrichie d'accumulations ou de juxtapositions. Sur ce point, si la conjonction de coordination est privilégiée, surtout quand elle est répétée comme dans la polysyndète, c'est parce que chaque proposition garde une valeur égale, alors que la subordination introduit une hiérarchisation. La description est alors directe et tout jugement de valeur, même implicite, se trouve exclu.
À force de simplicité, Anderson parvient à une sorte de stylisation quasi hiératique héritée des conteurs du Middlewest, faite de rigueur à la fois raide et retenue, sans familiarité ni laisser-aller. C'est un style oral, partagé par tous, où le lecteur perçoit des sections rappelant la poésie en prose, avec un rythme régulier, des retours d'assonances, des répétitions en leitmotiv.
D'autre part, Anderson entend faire œuvre de peintre, à l'instar d'Elmer Cowley dont il évoque la richesse immatérielle de la forme blanche gisant dans le bosquet. À cet effet, il voit, hume, goûte chaque mot, son « matériau » comme il l'appelle (I work with words) — si simple soit-il —, et il lui confère une puissance évocatrice convoquant tous les sens, qui se diffusent dans ses pages avec des réseaux de correspondances quasi baudelairiennes. Aussi Linda W. Wagner peut-elle écrire qu'il présente ses personnages « graphiquement plutôt que rhétoriquement ».

### Symbolisme
L'un des procédés principaux inhérent à cette manière d'écrire est le symbolisme qui, dans Winesburg-en-Ohio, réoriente l'appréhension que le lecteur peut avoir des personnages. Au départ est fermement implantée l'idée que ce sont des « grotesques » et rien que des grotesques ; puis se dessine une explication à cet état : le grotesque n'est pas simplement le bouclier d'une difformité, c'est un reste de sentiments gauchis, « la douceur de pommes biscornues » (the sweetness of twisted apples), comme l'appelle le docteur Reefy. Cette expression, apparemment mystérieuse, est chargée d'ironie : « doux » et « biscornu » se réfèrent à la tradition du roman sentimental du XVIIIe siècle et à celle du sentimentalisme de l'époque victorienne, à la fois agréables et viciées. Ainsi, les petits papiers que les phalanges du docteur roulent en boulettes puis fourrent dans sa poche sans que quiconque ait jamais lu les pensées qu'elles recèlent, constituent un geste à la fois dérisoire et désespéré, symbolisant l'inanité effective de la pensée humaine. Wing Biddlebaum, quant à lui, cache ses mains au fond de ses poches. Pourtant, selon Brown et Murphy, elles représentent son humanité, symbolisant un continuum entre la peur de la sexualité et une homosexualité sublimée,. Ces deux personnages ne sont que deux exemples de la manière dont Anderson peuple son livre d'une myriade de thèmes en lestant les gestes d'une signification symbolique.
De même en est-il avec les conditions climatiques, l'heure du jour, le moindre événement qui passe. Dans nombre de nouvelles, le moment épiphanique a lieu en pleine nuit, mais chaque fois, une lueur atténue soudain l'obscurité : ainsi, une faible lampe éclaire brièvement Une mère et Solitude ; le crépuscule semble se figer à la fin de Mensonge par omission ; dans Sophisterie, George et Helen ont le visage encadré par le reflet que renvoie le ciel des lumières de la ville. Pour autant, la scène se termine invariablement dans les ténèbres : il y a là, accompagnant les événements, un symbolisme des lumières, entr'ouvertes lorsque s'expose une âme pour un bref aperçu, puis une fois la crise terminée, refermées et dissoutes dans la nuit.
L'un des symboles récurrent est la porte, passage, transition, évasion, mais aussi fermeture, emprisonnement. Le père d’Elizabeth Willard, la mère de George, lui révèle avant de mourir l’existence du pécule caché sous une lame du parquet ; il lui avait dit que cet argent serait un jour « une porte, une porte grande ouverte » (a door, a wide-open door) : en réalité, les dollars resteront sous les planches, la porte est restée fermée.
Autre symbole, le feu, celui de la cheminée et surtout celui des esprits en proie à ce qui passe pour de la folie. Joe Welling, par exemple, voit le feu partout, dans ses pensées, dans l'eau, dans la rouille, dans l'univers tout entier. Le participe passé « enflammé » (inflamed) revient régulièrement pour caractériser les impulsions et les élans des personnages, ceux de Wing Biddlebaum, d'Alice Hindman, du révérend Curtis Hartman, de Kate Swift, du vieil Isaac Bentley ; mais toujours la violence finit par être suspendue ou détournée, sans que le feu intérieur ne s'apaise pour autant.

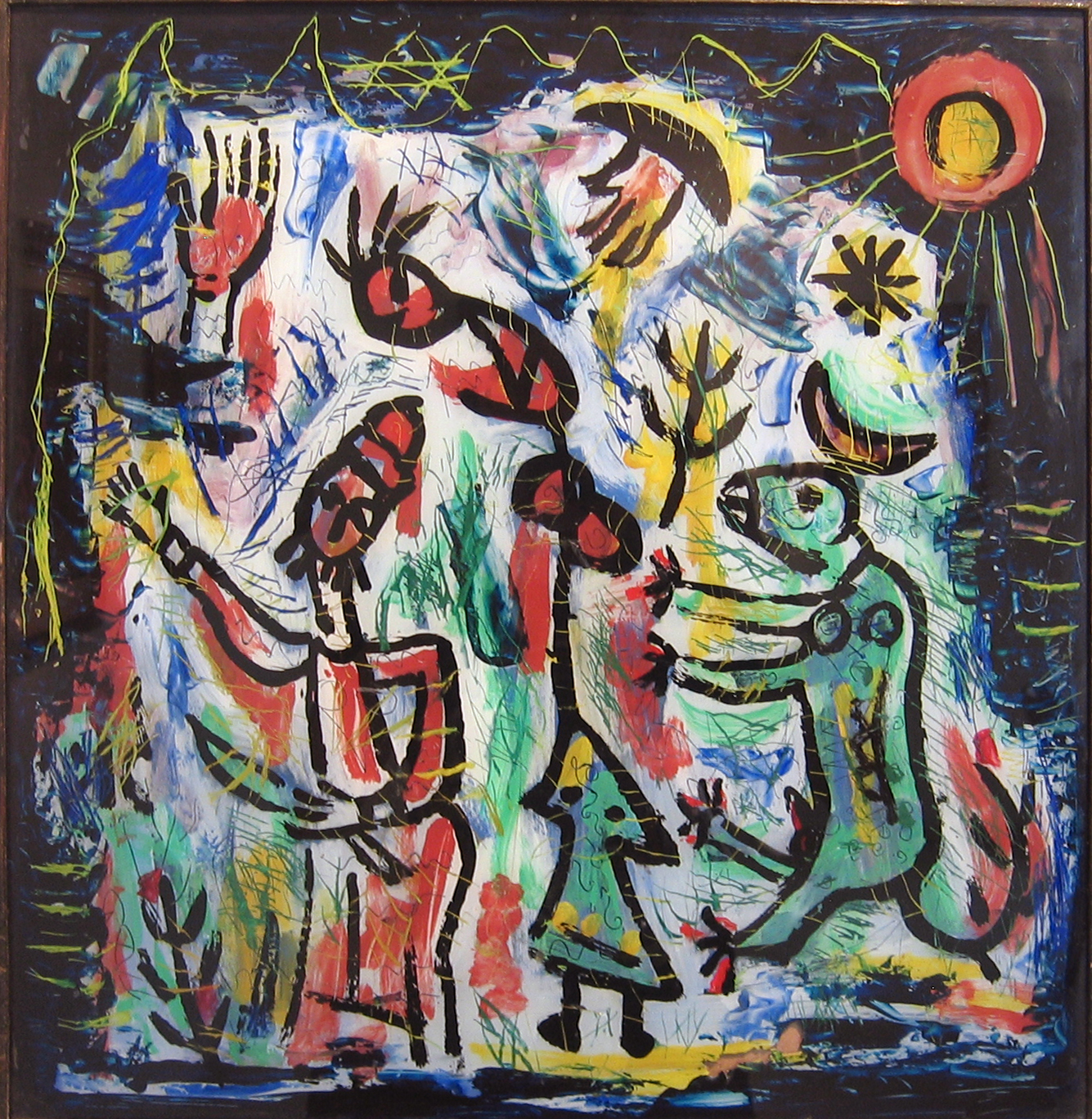
Le Sacrifice d'Isaac, par Moshé Castel, 1947.

Il existe également un symbolisme d'origine biblique dans Winesburg-en-Ohio, notamment dans la séquence consacrée à la famille Bentley. Les références restent littérales, avec des parallèles dus au choix des noms (Jesse, David, roi et jeune berger), aux événements, comme l'archétype du sacrifice d'Isaac par Abraham ou la lutte entre David et Goliath (Genèse, 22 ; Samuel, I, 16 ; Samuel, I, 17, 44sq). Les symboles, ici, ne servent que de points de départ : à partir d'une situation donnée par le texte sacré, Sherwood Anderson construit sa propre structure psychologique et met les personnages en conflit. Seuls sont retenus les éléments de base — les accessoires de scène, en quelque sorte : l'agneau, le couteau, le sacrifice, la fronde, la pierre. De plus, Jesse, à lui seul, concentre sur sa personne nombre de personnages, Abraham le père, Goliath le Philistin, Jessé le procréateur de Dieu. Tout compte fait, même avec sa surcharge symbolique, il appartient à la race des grotesques : lui aussi s'est emparé d'une seule vérité et l'a poursuivie sans discernement jusqu'à l'obsession et la folie.

### Rôle minimal de l'intrigue
Selon David Stouk, « en tant que drame de facture expressionniste, l'intrigue reliant les nouvelles de Winesburg-en-Ohio est pratiquement inexistante en termes de cause à effet ». D'ailleurs, Sherwood Anderson la considère comme un obstacle à un drame expressionniste. À ce titre, le livre apparaît comme un jalon dans l'histoire des lettres américaines, se démarquant du roman traditionnel tel que le pratique Theodore Dreiser dans Sister Carrie ou, plus tard, Une tragédie américaine (An American Tragedy), et annonçant par son expérimentation sur le langage les œuvres de la décennie suivante, celles par exemple d'Ernest Hemingway et de William Faulkner. En effet, cette langue décantée de tous effets, redevenue vernaculaire et que Gertrude Stein trouvait si attachante chez Sherwood Anderson, va devenir la quintessence même du nouveau style américain. Plus tard cependant, le portrait expressionniste des émotions pratiqué dans Wineburg-en-Ohio s'est vu critiquer pour son « manque de discipline » (undisciplined) et son caractère « vague ».

## Importance littéraire et adaptations
Lors de sa publication en 1919, Winesburg-en-Ohio a été plutôt bien accueilli,, parfois même avec effusion : Hart Crane, par exemple, déclare que « l'Amérique devrait lire ce livre à genoux », tandis que H. L. Mencken ajoute que « [le livre] représente ce qu'il y a de mieux dans les lettres américaines de notre temps ».

### Fluctuations de la critique
Malgré quelques remarques sur ses « histoires sordides » (sordid tales), « dénuées d'humour » (humorless) et « embourbées dans l'inaction » (mired […] in plotlessness), Winesburg-en-Ohio connaît plusieurs réimpressions et se vend à environ 3 000 exemplaires en deux ans.
Depuis, la popularité du recueil ne se dément pas jusqu'au début des années 1920, mais fluctue — avec celle de son auteur — à partir de la décennie suivante. En 1953, William L. Phillips, après l'accueil plutôt tiède de la correspondance de Sherwood Anderson, commente : « […] Anderson est démodé » ([…] Anderson is out of fashion). Cependant, l'auteur — et son livre avec lui — se voient peu à peu « réévalués, ne serait-ce qu'en tant qu'ancêtres négligés de la littérature américaine contemporaine ». Depuis les années 1960 et au-delà, la réévaluation s'est transformée en une « réappréciation », si bien que Winesburg-en-Ohio est généralement reconnu comme un « classique reliant le modernisme du premier quart du XXe siècle à l'écriture américaine contemporaine ».
En cela, l'auteur de Winesburg-en-Ohio a retrouvé ce qu'avaient d'emblée décelé certains de ses héritiers et que souligne Michel Mohrt lorsqu'il écrit dans l'album consacré à William Faulkner dans la collection « La Pléiade » : « Au début du mois de novembre 1924, Faulkner se rend à La Nouvelle-Orléans et se mêle au milieu littéraire, un peu bohème, qui gravitait dans le French Quarter (Vieux carré français de La Nouvelle-Orléans) autour de Sherwood Anderson, l'auteur de Winesburg, Ohio ».
Enfin, en 1998, la Modern Library classe Winesburg-en-Ohio au 24e rang des cent meilleurs romans en anglais du XXe siècle.

### Winesburg-en-Ohiodans la littérature
Ray Bradbury a reconnu en Winesburg-en-Ohio la source d'inspiration principale l'ayant conduit à écrire Chroniques martiennes,.
Quant à H. P. Lovecraft, il raconte avoir écrit la nouvelle Arthur Jermyn (1920) après avoir failli s'endormir en lisant les ragots colportés dans Winesburg-en-Ohio.
Henry Miller mentionne le livre dès la première page de son roman Sexus, première partie de la trilogie La Crucifixion en rose.
John Fante mentionne le recueil dans son roman Rêves de Bunker Hill (1982) pour dire combien ses nouvelles lui ont donné l'envie d'écrire.
L'écrivain israélien Amos Oz rapporte dans son roman autobiograhique, Une histoire d'amour et de ténèbres, que Winesburg-en-Ohio a exercé une grande influence sur son art en lui prouvant que la littérature peut se passer de héros, et que ce ne fut qu'après l'avoir lu qu'il trouva le courage d'écrire.
Le roman Indignation de Philip Roth, publié en 2008, se situe en partie dans le collège de Winesburg, et son protagoniste occupe un poste de serveur dans la « Nouvelle pension Willard » (New Willard House).
Enfin, Porter Shreve a présenté en 2014 une suite possible au livre de Sherwood Anderson dans son roman The End of the Book.

### Winesburg-en-Ohioau cinéma
Le 3 août 1959, le The New York Times annonce qu'une adaptation filmée du livre est programmée par la Mirisch Company et, pour sa sortie, United Artists, avec Christopher Sergel comme scénariste et Jeffrey Hayden comme réalisateur. Cependant le projet reste lettre morte.
Dans le film Tutti Frutti (Heaven Help Us), sorti en 1985, Danni lit un extrait de Sophistication à son père en proie au chagrin.
De même, dans Nos meilleures années ( La meglio gioventù), réalisé par Marco Tullio Giordana en 2003, le protagoniste Matteo Carati emprunte Winesburg-en-Ohio (Racconti dell'Ohio) à une bibliothèque de Rome où il voit Mirella pour la deuxième fois.
En 2008, le livre de Sherwood Anderson est adapté par Jennifer Granville pour le festival du « Film international d'Athènes » et le « Festival vidéo ». S'y ajoute un documentaire de Tommy Britt intitulé Lost in Winesburg.
En 2010, Chicago Heights, adaptation du livre réalisée par Daniel Nearing (en) sur un scénario de Daniel Nearing et Rudy Thauberger, avec dans les rôles principaux André Truss, Keisha Dyson et Gerrold Johnson, est présenté en première mondiale en compétition officielle du Festival international du film de Busan, puis repris dans de nombreuses autres manifestations cinématographiques. Le critique Roger Ebert déclare à cette occasion qu'« il s'agit d'un beau livre ayant inspiré un beau film », et plus tard reconnaît en Chicago Heights l'un des meilleurs films d'art de l'année.

### Winesburg-en-Ohioà la télévision
Le livre de Sherwood Anderson fait l'objet d'une adaptation télévisuelle en 1973, réalisée par Ralph Senensky, avec Joseph Bottoms et son frère Timothy dans le rôle de George Willard, Jean Peters en Elizabeth Willard, Curt Conway en Will Henderson, Dabbs Greer en Dr Parcival, Albert Salmi en Tom Willard, Laurette Spang en Helen White et William Windom en Dr Reefy.
Dans le pilote de la série Fear the Walking Dead, une scène se produit dans une église qui sert de repère à des drogués. Madison Clark prend sous un matelas Winesburg-en-Ohio et explique que le livre appartient à son fils Nick. De fait, dans le premier épisode de la deuxième série, Nick en discute en le lisant.
Dans la série télévisuelle Pretty Little Liars (Les Menteuses, au Québec), le livre est offert au personnage Aria Montgomery, qu'incarne Lucy Hale, par son professeur d'anglais Ezra Fitz, interprété par Ian Harding, avec lequel elle a une liaison. Sur la page de garde, il écrit : « Lorsque tu as besoin de quitter Rosewood… Ezra » (« When you need to leave Rosewood... Ezra »).

### Winesburg-en-Ohioà la scène

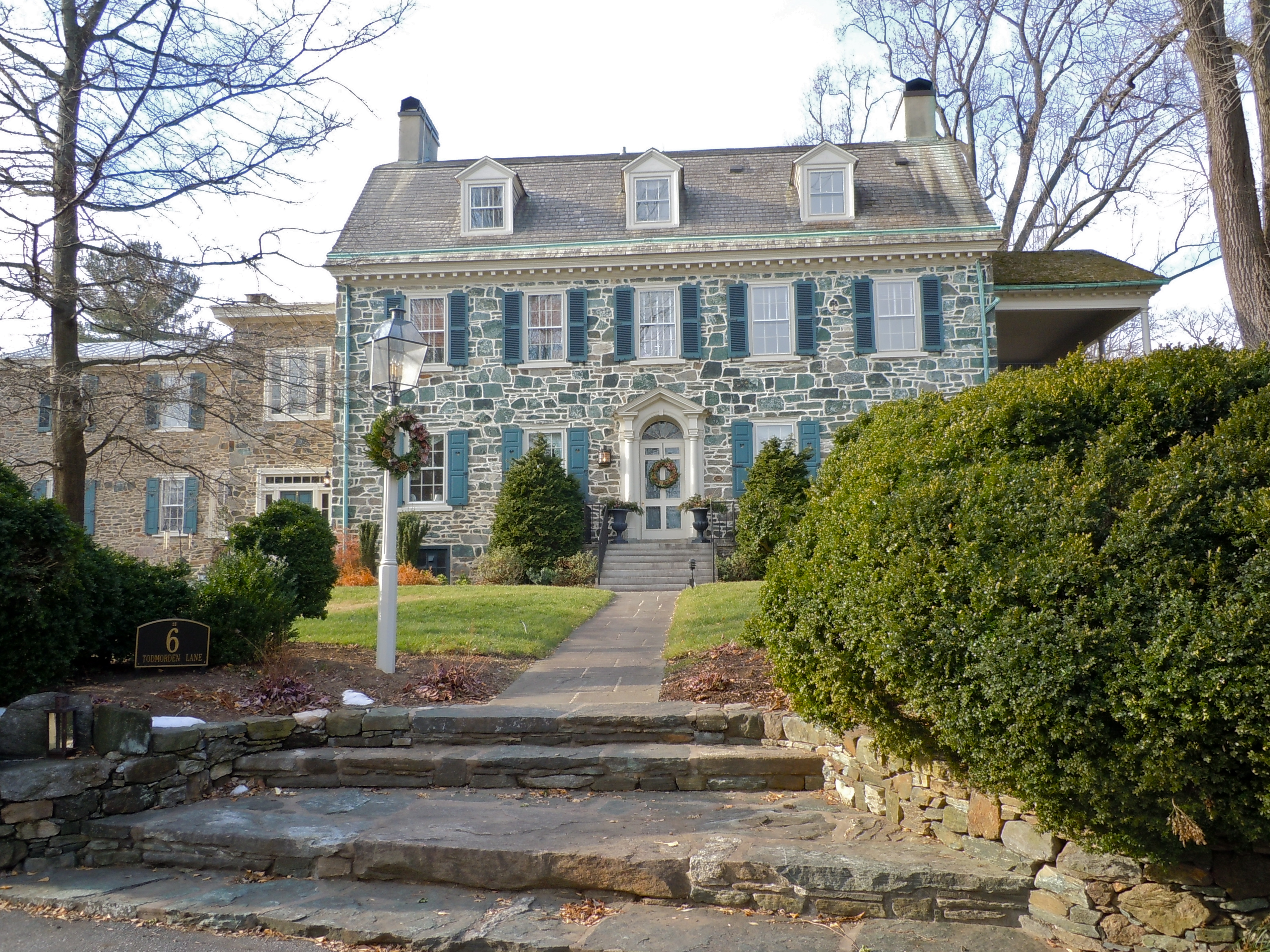
Todmorden, Vallée aux Roses, PA.

Une adaptation de Winesburg-en-Ohio (à l'origine en collaboration avec le dramaturge Arthur Barton) est présentée au Théâtre Hedgerow de la Vallée aux Roses, Pennsylvanie, en 1934. Réalisée par Jasper Deeter, elle obtient un certain succès, tenant l'affiche de juin à septembre.
En 1937, les Éditions Scribner publient cette adaptation conjointement avec trois pièces de Sherwood Anderson, Triumph of an Egg, Mother et They Married Later, sous le titre de Winesburg and Others.
Une nouvelle adaptation, due à un producteur de Broadway et écrite par Christopher Sergel, est représentée treize fois en février 1958 au Nederlander Theatre de New York (alors connu comme le « Théâtre National »), avec dans les rôles-titres Ben Piazza en George Willard, James Whitmore en Tom Willard, Sandra Church en Helen White et Leon Ames en Dr Reefy.
Quatre des histoires de Winesburg-en-Ohio, adaptées par Word for Word Performing Arts Company et Shotgun Players, sont mises en scène en 2001 au Théâtre Julia Morgan de Berkeley : L'Homme qui avait des idées, Boulettes de papier, Reddition et Les Mains.

### Winesburg-en-Ohioen musique

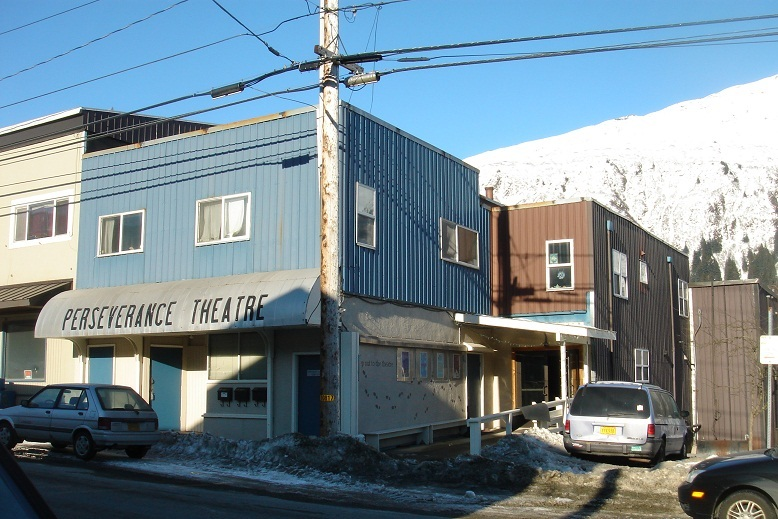
Théâtre Perseverance à Juneau, Alaska.

Le cycle de nouvelles fait l'objet d'une comédie musicale créée en 2002 au théâtre de Chicago. Le livret est signé par Eric Rosen, en collaboration avec Andrew Pluess, Ben Sussman, et Jessica Thebus. Après la première, l'œuvre figure au répertoire de la compagnie théâtrale About Face de Chicago pour la saison 2003-2004.
Une adaptation musicale libre de Winesburg-en-Ohio, écrite par Kevin Kuhlke sur une musique de Heaven Phillips, est créée en 2003 sous le titre de Winesburg : vie d'une petite ville au théâtre Perseverance sur l'île Douglas à Juneau en Alaska.

#### Texte
- (en) Sherwood Anderson (préf. Sara Wheeler), Winesburg, Ohio, Londres, Vintage Books, 2013, xviii-235 (ISBN 978-0-0995-8908-2).
- (en) Sherwood Anderson et Ernest Augustus Boyd (introduction), Winesburg, Ohio : A Group of Tales of Ohio Small-Town Life [« Winesburg-en-Ohio : Un ensemble de contes à propos de la petite ville de l’Ohio »], New York, The Modern library, 1919, 1re éd., ([1-12], 13, 73 vues) ; xv-303, 17 cm (ISBN 978-1-4209-5589-7 et 978-1-6220-9024-2, OCLC 1005978730, présentation en ligne). Ouvrage de 1919, année de parution, publié en ligne par Lightning Source Inc. et Digireads.com Publishing en 2017. Les vues 1-12 datent de 2011.
- (en) Sherwood Anderson et Malcolm Cowley (introduction et éd. sc.), Winesburg, Ohio, s.l., Penguin Books, coll. « Penguin classics », 1976 (1re éd. 1960), [1]-15, viii-247, 18 cm (ISBN 978-0-1403-9059-9, OCLC 440548252).
- (en) Sherwood Anderson, Charles E. Modlin (éd. sc.), Ray Lewis White (éd. sc.), H. L. Mencken, Anonymous, Walter B. Rideout, Sally Adair Rigsbee, John Updike, Joseph Dewey, David Stouck et al., Winesburg, Ohio : an authoritative text, backgrounds and contexts, criticism [« Winesburg, Ohio : texte faisant autorité, antécédents et contextes, critique »], New York, W. W. Norton, coll. « A Norton critical edition », 1996, 1re éd., xi-234 (ISBN 0-3939-6795-6). Cet ouvrage de référence présente une bibliographie sélective, mais riche et clairement présentée p. 232-233.

#### Traduction en français
- Sherwood Anderson (trad. de l'anglais par Marguerite Gay), Winesburg-en-Ohio, Paris, Gallimard, coll. « L'Imaginaire » (no 591), 2010 (1re éd. 1927), 322 p., 19 x 13 cm (ISBN 978-2-0701-2831-0).

#### Autres publications de l'auteur
- (en) Sherwood Anderson, A Writer’s conception of Realism : An Address delivered on January 20, 1939, at Olivet College [« Conception du réalisme par un écrivain : discours prononcé le 20 janvier 1939 au Olivet College »], Olivet, M.I., Olivet College, 1939, 20 p., 15 cm (OCLC 1845827).
- (en) Sherwood Anderson, Sherwood Anderson's Memoirs [« Mémoires de Sherwood Anderson »], New York, Harcourt, Brace and Company, 1942 (1re éd. 1942), 507 p. (ASIN B000FIEBJI).
- (en) Sherwood Anderson et Paul Rosenfeld (éd. sc. et préf.), The Sherwood Anderson Reader [« Anthologie de Sherwood Anderson »], Boston, Houghton Mifflin, 1947 (1re éd. 1947), xxx-850, 9 x 6 x 1 inches (OCLC 568762698), « A Writer's Conception of Realism, 1939 », p. 337-347.
- (en) Sherwood Anderson et Horace Gregory (éd. sc. et pref.), The Portable Sherwood Anderson [« Sherwood Anderson en livre de poche »], New York, Penguin, coll. « Viking Portable Library » (no 42), 1977, vii-497, 18 cm (ISBN 0-1401-5076-5, OCLC 6969654).

#### Publications d'ordre général
- (en) Maxwell David Geismer, The Last of the Provincials : The American Novel, 1915-1925 : H.L. Mencken, Sinclair Lewis, Willa Cather, Sherwood Anderson, F. Scott Fitzgerald [« Les derniers des provinciaux : Le roman américain, 1915-1925 : […] »], Boston ; Cambridge, MA, Houghton Mifflin ; The Riberside Press, 1949, 2e éd. (1re éd. 1943), xi-404, 21 cm (OCLC 802124202, lire en ligne ).
- (en) Frederick J. Hoffman, The Modern Novel in America : 1900–1950 [« The roman moderne en Amérique: 1900-1950 »], Chicago, Henry Regnery, coll. « Gateway » (no 6035), 1951, 1re éd., 275 p. (OCLC 22536853).
- (en) Harlan Hatcher, Creating the Modern American Novel [« Création du roman américain moderne »], Murray Hill, NY, Farrar & Rinehart, 1965, IX-307 p., 22 cm (ISBN 978-0-8462-0579-1).
- (en) Ray Bradbury, « Run Fast, Stand Still, or, The Thing at the Top of the Stairs, or, New Ghosts from Old Minds », dans Zen in the Art of Writing, Santa Barbara, CA, Joshua Odell Editions, 1990 (ISBN 1-877741-02-7).
- (en) Brian Lee, American Fiction : 1865–1940 [« Fiction américaine : 1865-1940 »], Londres, Longman, coll. « Longman Literature in English Series », 1992, XI-300 p., 22 cm (ISBN 978-0-5824-9316-2).
- (en) Peter Childs, Modernism [« Modernisme »], London [u.a.], Routledge, coll. « The New Critical Idiom », 2007, 2e éd. (1re éd. 2000), VI-236 p., 20 cm (ISBN 978-1-1341-1981-3).

#### Publications spécifiques
- (en) « A Gutter Would Be Spoon River », dans Ray Lewis White (éd. sc.) W.L. Phillips, B. Rascoe, L. Jones, M.A., H.L. Mencken, D. Gochberg, D.R. Picht, R.M. Laughlin, J.J. McAleer, C. Browning, W. Frank, M. Greismar, D. Stouk, I. Howe, The Merrill studies in Winesburg, Ohio [« Recherches Merrill sur Winesburg, Ohio »] (chapitre : réimpression de l'article paru dans New York Sun, 1er juin 1919, p. 3), Columbus, Ohio, Merrill, coll. « Charles E. Merrill program in American literature ; Charles E. Merrill studies », 1971, x-113, 23 cm (ISBN 978-0-6750-9204-3), p. 26-27.
- (en) David D. Anderson, « Mark Twain, Sherwood Anderson, and Midwestern Modernism » [« Mark Twain, Sherwood Anderson et le modernisme du Midwest »], Midamerica XXI: The Yearbook of the Society for the Study of Midwestern Literature, East Lansing, MI, Midwestern Press, Center for the Study of Midwestern Literature, Michigan State University, vol. 21,‎ 1994, p. 73-81 (vues 37-41) (ISSN 0190-2911, lire en ligne [PDF], consulté le 5 novembre 2017).
- (en) Anonymous, « Plays: Winesburg and Others », Theatre Arts Monthly: the International Magazine of Theatre and Screen, New York, N.Y., Theatre Art Incorp., vol. XXI,‎ octobre 1937, p. 824-825.
- (en) Barry D. Bort, « Winesburg, Ohio : The Escape from Isolation » [« Winesburg-en-Ohio : échapper à l'isolement »], The Midwest Quarterly : A Journal of Contemporary Thought, Pittsburg, KS, Pittsburg State University, vol. 11, no 4,‎ été 1970, p. 443–456 (ISSN 0026-3451).
- (en) Lynda Brown, « Anderson's Wing Biddlebaum and Freeman's Louisa Ellis » [« ??? »], Studies in Short Fiction, Newberry, SC, Newberry College, vol. 27, no 3,‎ été 1990, p. 413–414 (ISSN 0039-3789).
- (en) Malcolm Cowley, « Introduction to Winesburg, Ohio », dans Walter B. Rideout (intr. et éd. sc.), Waldo Frank, William L. Phillips, Edwin Fussell, Blanche Housman Gelfant, Robert Morss Lovett, Rex Burbank , Ernest Hemingway et Gertrude Stine, T.K. Whipple, Irving Howe, Jon S. Lawry, Lionel Trilling, Howard Mumford Jones, Benjamin T. Spencer et William Faulkner, Sherwood Anderson : Collection of Critical Essays [« Sherwood Anderson : recueil d'articles critiques »], Englewood Hills, NJ, Prentice-Hall, coll. « Twentieth century views », 1974, X-177 p., 21 cm (ISBN 978-0-1303-6533-0, OCLC 835308), p. 49-58.
- (en) Hart Crane, « Review of Winesburg, Ohio » [« Analyse de Winesburg-en-Ohio »], The Pagan, New York, Pagan Pub. Co, no 4,‎ septembre 1919, p. 60-61 (OCLC 9937932).
- (en) John William Crowley, « Introduction », dans John William Crowley (éd. sc.), David Stouck, Marcia Jacobson, Clare Qolquitt et Thomas Yingling, New Essays on Winesburg, Ohio [« Nouveaux écrits sur Winesburg-en-Ohio »], Cambridge, Cambridge University Press, coll. « The American Novels », 1990, 133 p., 5.4 x 0.4 x 8.5 inches (ISBN 978-0-5213-8723-1), p. 1-25.
- (en) Bernard Duffey, « From The Chicago Renaissance in American Letters », dans Ray Lewis White (éd. sc.) et al., The Achievement of Sherwood Anderson : Essays in Criticism [« La réussite de Sherwood Anderson : Essais critiques »], Chapel Hill, NC, University of North Carolina, 1966, 270 p. (OCLC 276748, lire en ligne ), p. 46-61.
- (en) Robert Dunne, A New Book of the Grotesque: Contemporary Approaches to Sherwood Anderson's Early Fiction, Kent, Kent State University Press, 2005 (ISBN 0-87338-827-5).
- (en) Robert C. Evans et Patricia M Gantt (éd. sc.), Student’s Encyclopedia of Great American Writers [« Encyclopédie à l'usage des étudiants sur les grands écrivains américains »], vol. III : 1900 to 1945, New York, Facts On File, Inc, coll. « Facts on file library of American literature », 2010, 1re éd., XV-554 p., 5 vol. ; 25 cm (ISBN 978-0-8160-6087-0), « Sherwood Anderson (1876–1942) », p. 1-12.
- (en) Edwin Fussell, « Winesburg, Ohio: Art and Isolation », dans Ray Lewis White (éd. sc.) et al., The Achievement of Sherwood Anderson : Essays in Criticism, op. cit., 1966 (lire en ligne ), p. 104-115.
- (en) Philip Gerber, « Winesburg, Ohio : Serendipities of Form » [« Winesburg-en-Ohio : La sérendipité du style »], Old Northwest, Miami, Miami University Press, vol. 92, no 15,‎ 1991, p. 233-243.
- (en) Irving Howe, Sherwood Anderson : A Biographical and Critical Study [« Sherwood Anderson : Étude biographique et critique »], Stanford, Stanford University Press, 1968 (1re éd. 1951), XV-271 p., 22 cm (ISBN 978-0-8047-0236-2, OCLC 855374726).
- (en) Irving Howe, « The Book of the Grotesque », dans Ray Lewis White (éd. sc.) et al., The Achievement of Sherwood Anderson : Essays in Criticism, op. cit., 1966 (lire en ligne ), p. 90-103.
- (en) Irving Howe, « Sherwood Anderson: Winesburg, Ohio », dans Wallace Earle Stegner (dir.) et al., The American Novel : From James Fenimore Cooper to William Faulkner [« Le roman américain : de James Fenimore Cooper à William Faulkner »] (textes pour une diffusion sur Voice of America), New York ; London, Basic Books, cop, 1965, XVIII-236 p., 22 cm (ISBN 0-4650-0155-6, lire en ligne ), p. 154-165.
- (en) Irving Howe, « Sherwood Anderson : The Book of the Grotesque », dans Max Westbrook (introduction et éd. sc.), Richard Lehan, Maxwel Geismar, Douglas Taylor, J. Russell Reaver et Robert I. Strozier, Robert W. Lewis Jr., Norman Friedman, Clinton S. Burhans, Jr., Lawrance Thompson, William J. Handy, Peter Lisca, James Ruoff, J.D. O'hara et Ihab Hassan, The Modern American Novel : Essays in Criticism [« Le roman américain moderne : Essais critiques »], New York, Random House, coll. « Studies in Language and Literature » (no 6), 1966, X-243 p., 18 cm (OCLC 575003064), chap. 2.
- (en) Forrest L. Ingram (resp.), Representative Short Story Cycles of the Twentieth Century : Studies in a Literary Genre [« Cycles de nouvelles représentatifs du XXe siècle : Études d'un genre littéraire »], Berlin ; Boston, De Gruyter Mouton, coll. « De Proprietatibus Litterarum. Series Maior » (no 19), 1971 (ISBN 9-0279-1848-1, présentation en ligne).
- Maxime Lebreton, Winesburg, Ohio (cours d'agrégation d'anglais), Paris, Presses Sorbonne Nouvelle, 1957, 58 p.
- (en) Fred Madden, « Expressionist Contours in Sherwood Anderson's Fiction » [« Délimitations de l'expressionnisme dans la fiction de Sherwood Anderson »], The Midwest Quarterly: A Journal of Contemporary Thought, Pittsburg, Pittsburg State University, vol. 38, no 4,‎ été 1997, p. 363–371 (ISSN 0026-3451).
- (en) Carol J. Maresca, « Gestures as Meaning in Sherwood Anderson's Winesburg, Ohio » [« L'expression de la gestuelle dans  Winesburg-en-Ohio de Sherwood Anderson »], CLA Journal, Baltimore, College Language Association, vol. 9, no 3,‎ mars 1966, p. 279–283 (ISSN 0007-8549).
- (en) James M. Mellard, « Narrative Forms in Winesburg Ohio » [« Schémas narratifs dans Winesburg-en-Ohio »], PMLA, Modern Language Association, vol. 83, no 5,‎ octobre 1968, p. 1304–1312 (JSTOR 1261303).
- (en) Gwendolyn Morgan, « Anderson's Hands » [« Les mains d'Anderson »], Explicator, vol. 48, no 1,‎ automne 1989, p. 46–47.
- (en) George D. Murphy, « The Theme of Sublimation in Anderson's Winesburg, Ohio » [« Le thème du dépassement dans Winesburg-en-Ohio »], MFS: Modern Fiction Studies, vol. 13, no 2,‎ 1967, p. 237–246.
- (en) William L. Phillips, « How Sherwood Anderson Wrote Winesburg, Ohio » [« Comment Sherwood Anderson a écrit Winesburg, Ohio »], American Literature, Durham, NC, Duke University Press and the Modern Literature Association (United States), vol. 23, no 1,‎ 1951, p. 7–30 (JSTOR 2921429).
- (en) William L. Phillips, « The Editions of Winesburg, Ohio », dans Hilbert H Campbell (éd. sc.), Charles E Modlin (éd. s.) et al., Sherwood Anderson : Centennial studies [« Sherwood Anderson : études à l'occasion du centenaire »], Troy, N.y., Whitston Publishing, 1976, VI-275 p., 24 cm (ISBN 0-8787-5093-2), p. 151-155.
- (en) William L. Phillips, « Sherwood Anderson's Two Prize Pupils », dans Ray Lewis White (éd. sc.) et al., The Achievement of Sherwood Anderson : Essays in Criticism, op. cit., 1966 (lire en ligne ), p. 202-211.
- (en) John S. Reist, « An Ellipse Becomes a Circle : The Developing Unity of Winesburg, Ohio » [« Une ellipse devient un cercle : évolution de l'unité de Winesburg-en-Ohio »], CEA Critic, Baltimore, MD, Johns Hopkins University Press, vol. 55, no 3,‎ 1993, p. 26–38 (ISSN 2327-5898).
- (en) Walter B. Rideout, « Sherwood Anderson », dans Jackson R Bryer (éd. sc.), Bernice Slote, Brom Weber, Robert H. Elias, Richard M. Ludwig, James B. Meriwether, Jackson R. Bryer, Reginald L. Cook, Frederick J. Hoffman, John Henry Raleigh, John Espey, Ellsworth Barnard, Warren French, Joseph N. Riddel et C. Hugh Holman, Fifteen modern American authors : a survey of research and criticism [« Quinze auteurs américains modernes : une enquête sur la recherche et la critique »], Durham, N.C., Duke University Press, 1969, XVII-493 p., 25 cm (OCLC 33526), p. 3-22.
- (en) Walter B. Rideout, « Introduction », dans Walter B. Rideout (éd. sc.), et al., Sherwood Anderson : Collection of Critical Essays, op. cit., p. 1-12.
- (en) Aaron Ritzenberg, « Holding on to the Sentimental in Winesburg, Ohio » [« Persistance du sentimental dans  Winesburg, Ohio  »], MFS: Modern Fiction Studies, Baltimore, Maryland, Johns Hopkins University Press, vol. 56, no 3,‎ été 2010, p. 496-517.
- (en) Benjamin T. Spencer, « Sherwood Anderson : American Mythopoeist » [« Sherwood Anderson : la création du mythe chez un poète américain »] (réimprimé en chapitre dans Sherwood Anderson: Collection of Critical Essays, op. cit. 1974), American Literature, Durham, NC, Duke University Press, vol. 41, no 1,‎ mars 1969, p. 1–18 (JSTOR 2924343).
- (en) David Stouck, « Winesburg, Ohio as a Dance of Death » [« Witnesburg-en-Ohio, danse de la mort »], American Literature, Durham, NC, Duke University Press, vol. 48, no 4,‎ janvier 1977, p. 525-542 (JSTOR 2925218).
- (en) Lionel Trilling, « Sherwood Anderson », dans Ray Lewis White (éd. sc.) et al., The Achievement of Sherwood Anderson : Essays in Criticism, op. cit., 1966 (lire en ligne ), p. 212-233.
- (en) Linda W. Wagner, American modern : essays in fiction and poetry [« Américain moderne : essais de fiction et de poésie »], Port Washington, N.Y., Kennikat Press, coll. « National university publication », 1980, 263 p., 23 cm (ISBN 978-0-8046-9257-1, OCLC 5286244), partie 1, « Sherwood, Stein, the sentence, and grape sugar and oranges », p. 31-41.
- (en) Ray Lewis White, Sherwood Anderson : A Reference Guide [« Sherwod Anderson : guide de référence »], Boston, G.K. Hall & Co., coll. « Reference guides in literature », 1977, XI-430 p., 24 cm (ISBN 978-0-8161-7818-6).

### Citations originales de l'auteur
1. ↑  « heard people say that one of my own books Winesburg, Ohio, was an exact picture of Ohio village life[14] ».
2. ↑  « the hint for almost every character was taken from my fellow lodgers in a large rooming house[15] »
3. ↑  « […] it was a late fall night and raining […] I was there naked in the bed and I sprang up. I went to my typewriter and began to write. It was there, under those circumstances, myself sitting near an open window, the rain occasionally blowing in and wetting my bare back, that I did my first writing... I wrote it, as I wrote them all, complete in the one sitting... The rest of the stories in the book came out of me on succeeding evenings, and sometimes during the day while I worked in the advertising office[30] ».
4. ↑  « It was the truths that made the people grotesques[Ad 10] ».
5. ↑  « It was about a poor little man, beated, pounded, frightened by the world in which he lived into something oddly beautiful[Le 4] ».
6. ↑  « write the book that I may never get written [...] [which] will contain the secret of human life – that everyone in the world is Christ and they are all crucified[Ad 14] ».
7. ↑  « It is a man child and will get what it wants anyway. Has it been a woman child there is nothing in the world I would not have done for it[Ad 18] ».
8. ↑  « an angel of God took the boy [...] because I cas too greedy for glory[Ad 19]. »
9. ↑  « many people must live and die alone[Ad 20]. »
10. ↑  « George Willard belongs to this town[Ad 22] ».
11. ↑  « Winesburg, Ohio is the book of George Willard, not that of Seth Richmond[52] ».
12. ↑  « brave enough to dare to be loved[Ad 24] ».
13. ↑  « I've got Nell Gunthers in trouble. I'm telling you, but keep your mouth shut[Ad 29] ».
14. ↑  « Well, old daddy, [...] come on, what do you say[Ad 30]? »
15. ↑  « It's just as well. Whatever I told him would have been a lie[Ad 33] ».
16. ↑  « a light had shone from the depths, illuminating everything that happened or would ever happen to them[53] ».
17. ↑  « The dear, the dear, oh! the lovely dear[Ad 35]! »
18. ↑  « but a background on which to paint the dreams of his manhood[47] ».
19. ↑  « a work of love, an attempt to break down the walls that divide one person from another, and also, in its own fashion, a celebration of small-town life in the lost days of good will and innocence[59] ».
20. ↑  « His imagination began to invest every movement with significance[Ad 42] ».
21. ↑  « as if they had an existence of their own[Ad 44] ».
22. ↑  « I'll be washed and ironed and starched[Ad 45]! »
23. ↑  « must be thinking of him and perhaps laughing at him[Ad 45] ».
24. ↑  « had long been wanting to make friends with the young merchant[Ad 46] ».
25. ↑  « I showed him... I guess I showed him. I guess I showed him I ain't so "queer"[Ad 47]! »
26. ↑  « tall and gaunt [...] ghostly figure [moving] slowly through the halls[Ad 48] ».
27. ↑  « had been 'stage-struck' and, wearing loud clothes, paraded the streets with travelling men from her father's hotel[Ad 49] ».
28. ↑  « She was a character who, perhaps more than any of the others, [sought] some kind of release from her perpetual loneliness[Ad 49] ».
29. ↑  « break through the wall that had shut her off from the joy of life[Ad 54] ».
30. ↑  « the old feeling of a close and personal God who lived in the sky overhead and who might at any moment reach out his hand, touch him on the shoulder[Ad 55] ».
31. ↑  « These gestures are another form of the expressionist scream[Ad 56] ».
32. ↑  « half a prayer, half a demand, addressed to the skies[Ad 57] ».
33. ↑  « With all his art he wants to come close to some other human, touch someone with his hands, be touched by the hand of another. If he prefers that the other be a woman, that is because he believes that a woman will be gentle, that she will understand. He wants, most of all, understanding[70] ».
34. ↑  « the story of a room[Ad 60] »
35. ↑  « as dull and uninteresting [...] Nothing comes out of it[Le 28] ».
36. ↑  « turned her face to the wall, trying to force herself to face bravely the fact that many people must live and die alone, even in Winesburg[Ad 20],[Le 28] ».
37. ↑  « You must not become a mere peddler of words[76] ».
38. ↑  « his sexual desire kindles her own, and she loses touch with the intellectual, spiritual, and creative potentials of her emotion[Ad 34] ».
39. ↑  « there is something more to be communicated between men and women than physical encounter[Ad 34] ».
40. ↑  « a thing known to men and unknown to boys. He felt old and little tired [and] he wanted someone to understand the feeling that had taken possession of him after his mother's death [an event that took place in, "Death", the previous story][70] ».

### Citations originales des commentateurs
1. ↑  « […] midway between the novel proper and the mere collection of stories[3] ».
2. ↑  « Stein was the best kind of influence: she did not bend Anderson to her style, she liberated him for his own[23] ».
3. ↑  « sont supprimés, modifiés ou ajoutés[31] ».
4. ↑  « instinct was to present everything together, as in a dream[43] ».
5. ↑  « The characters in this fiction are grotesque; yet they are rendered whole in their efforts to express themselves[Ad 21] ».
6. ↑  « located in its midst et all the more beautiful that they are evanescent[74] ».
7. ↑  « a work of love, an attempt to beak down the walls that divide one person from another, and also, in its own fashion, a celebration of small-town life in the lost days of good will and innocence[59] ».
8. ↑  « lyrical, nostalgic and evocative[82] ».
9. ↑  « each character in Winesburg, Ohio is presented graphically rather than rhetorically[86] ».
10. ↑  « As an expressionist drama, there is little development of a story line in the Winesburg tales in term of cause and effect[Ad 5] ».
11. ↑  « America should read this book on her knees[103] ».
12. ↑  « embodies some of the most remarkable writing done in America in our time[Ad 65] ».
13. ↑  « [under] re-examination, if only as a neglected literary ancestor of the moderns[108] ».
14. ↑  « an important link between the modernism of the first quarter of this century and American writing today[Ad 67] ».
15. ↑  « it is a beautiful book, and has inspired this beautiful film[123] ».